# 王者天下
《王者天下》（日语：キングダム）是漫畫家原泰久於2006年開始在集英社雜誌《週刊YOUNG JUMP》上連載的日本漫畫，该作品讲述中国戰國時代末期的历史故事。截至2023年11月，漫画累计发行量已达1億册。
2011年11月宣布动画化，2012年6月至2013年2月播出第1季（共38话），2013年6月至2014年3月播出第2季（共39话），2020年4月起播出第3季，但播出4话后因COVID-19疫情影响暂停播出，后改为2021年4月重新播出。
2021年10月18日宣布第4季將於2022年春播出。
2022年第4季播出後，宣布第5季在2024年1月至3月播出。2025年4月17日宣佈第六季將於2025年10月播出。

## 劇情大綱
故事以未曾經歷統一、戰亂不止的中國戰國時代為舞台，主人公李信是一位秦國的少年，他因為戰亂而失去雙親，並在收留自己的里長家裡過著奴隸一樣的生活。里長家裡收留了兩名戰爭孤兒信和漂。然而，身為孤兒的信和漂並沒有因為身份的卑賤而失去志向，反而這戰事頻繁的亂世中，立志要成為大將軍，兩人一同苦練武功。他們以成為名震天下的大將軍為目標，每日磨練自己，等待機會建功立業。某天，漂被帶入宮中任官。及後瀕死的漂回到家中，信在漂指引下，見到了因為政變而被追殺的秦國大王嬴政，他戎馬天下的人生便由此拉開了序幕。
前言
盤古開天闢地以來，幾千幾萬年的時空流逝而過，聖賢時代已經告終，人類的慾望脫韁而出，那正是橫跨五百年的大戰爭時代「春秋戰國時代」。
- 王位奪還戰篇（收錄話數：第1～47話，動畫：第一季第1～15集）
  - 城戶村篇（收錄話數：第1～4話，動畫：第一季第1～2集）：信與漂是兩個從小就被城戶村村長里典帶回村子工作的戰爭孤兒。信有著比成年人還強的臂力，但腦筋很差，而漂雖然臂力比信弱，但頭腦很好，而且成為大將軍翻身的夢想就是漂帶給信的，有一天，兩人在一個草原上練劍，被乘車路過的昌文君發現，與兩人一陣談話後乘車離開，昌文君的下一次出現帶來了一個殘酷的決定，昌文君決定帶走漂前往王宮工作，雖然漂也有向昌文君提議帶走信，但昌文君決定只帶走漂，漂決定再思考一晚，隔天與昌文君一同離去，而漂下一次回來時，已經身受重傷，漂在交給信前往黑卑村的地圖與遺言「帶著我一起成為大將軍吧」便辭世了。
  - 奪還戰準備篇（收錄話數：第5～25話，動畫：第一季第3～9集）：於是信拿起漂的劍便前往黑卑村，在前往黑卑村遭遇盜賊，但最後以信秒殺收場，引起當地村民和了貂的注意與尾隨，信到了指定的小屋後遇到了一個長得很像漂的少年，但他不是漂，而是秦國第31代王嬴政，但是殺害漂的兇手朱凶也追上了，信在搞清楚狀況後決定打敗朱凶，並在信與政的共鬥下打敗朱凶，但緊追而來的軍隊也出現了，這時河了貂出現，並以金錢為代價，帶他們離開黑卑村，並且下一步決定前往政與昌文君約定的集合地，集合後便決定前往山地住民居住在的山之國，請求山之王楊端和的幫助，並且在信的一席話後，山之王楊端和決定幫助政奪回政權。
  - 咸陽奪還戰篇（收錄話數：第26～47話，動畫：第一季第10～15集）：山之王楊端和帶領3000山地住民下山助政，但竭氏只同意讓50人入城，而信一行人在需要收繳武器的朱龜門前開打，並在打開朱龜門後兵分兩路，信與昌文君的副官壁走小路，政與楊端和走大路，並且在信的追趕下，成蟜出現在政的面前，政把成蟜痛扁一頓後奪回政權，而信在幫助政平定叛亂後，與河了貂遠眺信成長的城戶村後，邸往昌文君賞賜給信的宅邸（窩棚）。
- 蛇干平原篇（收錄話數：第48～73話，動畫：第一季第16～22集）

史實：史記-秦始皇本紀「二年，麃公將卒攻卷，斬首三萬」
：信幫助政奪回王位三個月後，在一次與和了貂偶然的打賭中知道「秦國即將攻打魏國，需要招募步兵」，此戰便成為信的初戰，雖然一開始被分配到號稱「最爛的伍」裡面，但是因為與魏軍的戰鬥，被信所屬的千人隊隊長縛虎申看重，一起跟隨縛虎申進攻魏將宮元所在的山丘，雖然縛虎申遭到中原十弓之一的黃離弦射擊，但仍手刃宮元，而黃離弦也隨即遭到信的砍殺，而後千人將縛虎申死亡，之後王騎也帶著王騎軍攻上另一個山丘，雖然理由只是看風景，但仍給魏軍總大將也同時身為魏火龍之一的吳慶造成很大的牽制，而原本設計與朱鬼一起合擊麃公的麻鬼遭到信的奇襲而死與信的劍下，而朱鬼也馬上遭到麃公的斬殺，最後以麃公與吳慶單挑中斬殺吳慶做結，在此戰後信被升為百人將。
- 馬陽之戰篇（收錄話數：第74～179話，動畫：第一季第23～38集）

史實：史記-秦始皇本紀「三年，蒙驁攻韓，取十三城，王齮死」
：在政遭到刺殺後，信終於了解羌瘣等蚩尤一族的秘密，而呂不韋等人歸來讓信知道王騎是以前特別強的將軍「秦六大將軍」，便決定向王騎拜師學藝，但被王騎指定平定無國籍地帶，在呂不韋的命令下蒙驁帥軍攻韓，而趙國趁秦將蒙驁率領20萬秦軍伐韓之際，趙王命「趙新三大天」之一的龐煖率領10萬趙軍進犯秦國，秦國在倉促之下募集10萬秦軍抵抗趙軍，雖然原定是蒙武為總大將，但在昌平君與昌文君的考慮之下由王騎任總大將，蒙武為副將，信前往自己百人隊所在的地方，咸陽方面接到通報，知道此次趙 總大將為龐煖後，昌文君說出「秦六大將軍」摎的死亡原因與秘密，及龐煖的事情，河了貂決定進入秦王宮打聽消息，後來與軍師學校的蒙毅一起前往戰場旁觀戰，而信的百人隊也在開戰之前得到名字「飛信隊」，並且為特殊百人隊，直屬於總大將王騎，並於第一天被王騎指派去取趙智將馮忌首級，飛信隊人數少，在趙軍的人海戰術下，無奈一分為二，信帶著擁有作戰能力的30人攻入馮忌的所在地，將趙將馮忌斬殺，而第二天蒙武軍猛攻趙軍大勝，第三天在趙軍有防備蒙武下，還是由蒙武軍大勝，第四天趙莊決定引誘蒙武軍深入，殲滅蒙武軍，沒想到王騎竟下令全軍突擊，趙軍不得不下令全軍後撤到山嶽地帶，而名叫李牧的男人與海音也出現在河了貂所在的城堡中，並且在趙軍後撤後提議一起前往更適合觀戰的地方觀戰，進入夜晚後，「龐煖」出現在飛信隊面前，並且大肆斬殺飛信隊的隊員，後來信與羌瘣加入對龐煖的戰鬥，但是即使兩人合力也打不贏龐煖，而此時干央軍與萬極軍加入戰爭，飛信隊也在干央的慫恿下決定用集體打敗龐煖，並成功使龐煖受傷，但馬上就被龐煖反擊，並且飛信隊敗退，最後決定由尾氏兄弟帶信走，但尾道因箭傷最終死亡，第五日，涉孟單挑王騎，但被王騎一刀斃命，而蒙武開始猛追，此時楊端和帥軍前往咸陽提醒政注意趙國的北方軍，隨後趙軍包圍河了貂一伙所在的城堡，並揭示李牧的真實身份也是「趙新三大天」，而此時蒙武軍被圍在一個退無可退的U型地帶，王騎軍恰好趕到，並在一陣混亂後，王騎到了龐煖旁邊，開始的主將間的對決，但就在王騎將要砍下龐煖首級時，李牧的4萬北方軍出現了，雖然王騎試著斬殺龐煖，但王騎卻被身為「中原十弓」的魏加射中，雖然魏加馬上就被信砍殺，但秦軍敗勢已定，並馬上開始撤退，撤退後，王騎將王騎軍託付給身為王騎副官的騰，勉勵蒙武要成為秦軍的頂樑柱，將自己的矛託付給信後離世。
- 秦趙同盟篇（收錄話數：第180～183話，動畫：第二季第1～3集）

：呂不韋綁架趙王男寵春平君後，信與羌瘣接到回咸陽的命令，得知李牧即將踏入咸陽，而自己是刺客的身份，雖然信不打算以刺殺的方式打敗李牧，但在得知蒙武與王騎軍軍長們也會參加，於是決定參加，宴會開始後，在兩國宰相互相一陣交流後，呂不韋說：「還是請李牧大人死在這裡吧！」現場氣氛馬上降至冰點，李牧馬上讓人拿出禮物，而禮物竟是秦趙同盟，呂不韋在聽完李牧的解析後還是覺得李牧的首級較值錢，並提出趙國再給秦國一座城市，而這座城市就是地處戰略要地的韓皋城，李牧當然不願意，但在呂不韋的威脅下只好交出韓皋，接下來便進入宴會時間，因為秦趙之間的糾葛，會場上發生很多光怪陸離的事情，李牧也在宴會上認識了信，趙國使節團離開後，信及河了貂與政三人團圓，信得知政再5年就將登基，也得知只要自己在5年內成為將軍就能成為政第一位任命的將軍，回到前線後的數日，三千將壁拜訪飛信隊，並告知信即將有一場大戰來臨，要改快累積功勳取得好位子，於是信決定努力，但剛努力的第一戰就被別人搶先，而且是同為特殊三百人隊的玉鳳隊，是被王賁帶領的玉鳳隊，並且被玉鳳隊羞辱一番後，決定來日報仇，並在隔次成功搶先玉鳳隊，兩隊的競爭故事馬上成為話題焦點，而這時第三支特殊三百人隊也出現了，也就是蒙恬所帶領的樂華隊。
- 後宮&政的過去篇（收錄話數：第184～188話，動畫：第二季第4～11集）

：原成蟜陣營的肆氏加入嬴政的陣營後，並集結大家討論對付呂不韋派，但肆氏卻不發一語，在政的詢問下得知就在昨天肆氏受到帶有玉璽的書信，而寄出這封信的就是咸陽城中的第三勢力-後宮，但弔詭的事是信居然是空的，於是政決定明天前往後宮面見自己的生母-趙氏，而此時昌文君也說出為何沒有極力拉攏後宮的原因，晚上時經常侍奉政讀書的宮女小向在對政的童年懷有強大的好奇心下決定問嬴政，於是政開始訴說他的童年生活，政是在趙國長大，並長平之戰後的數個月誕生，於是從小便被趙國人拳腳相向，秦昭王駕崩後，秦國決定將政及趙氏帶回秦國，於是在呂不韋的建議下，秦方的密使道劍與趙國的黑市商人紫夏合作，但因為風險太高遭到拒絕，但紫夏在橋下遇到政後還是決定接案，在旅途中政都會作噩夢，後來還在產生幻覺下掉下馬車，在紫夏的勸說敞開心房，但也因此被趙國騎兵隊追上，密使團與黑市商人們紛紛以死保護政，最後昌文君趕到，但紫夏也為保護政而戰死，聽完後，小向表明不知自己還敢不敢說自己還政，隔天三大宮家齊聚於王宮，但是當夜小向卻看到王后與呂不韋私通，但也隨即被宦官趙高刺中，暈倒在小陽的家門口，於是在小陽的冒死進薦下，政帶來太醫團給小向治病，得知王后與呂不韋私通也更加堅定嬴政的決心。
- 山陽之戰篇（收錄話數：第189～261話，動畫：第二季第16～39集）

史實：史記-秦始皇本紀「五年，將軍驁攻魏，定酸棗、燕、虛、長平、雍丘、山陽城，皆拔之，取二十城。初置東郡」
：蒙驁與兩位副將一起並進，信與王賁、蒙恬一起被分配到蒙驁軍中，但蒙驁軍在山陽之戰的第一座城市就卡關三天，直到第四天，王賁拿出井蘭車才成功登上城牆，但只有三百人的玉鳳隊當然不打算硬拼，玉鳳隊員一躍而下，打開城門，但沒想到居然是樂華隊一馬當先，奪下城樓，而此次信也意識到了自己與兩人之間的差距，攻陷高狼城後，飛信隊遇到正在吵架的玉鳳隊與樂華隊，但王賁一看到信的出現便率眾離開，留下信與蒙恬，隨後信發現城內著火，便趕過去看，但看到的景象卻是秦軍正在虐殺降民，信因自己本身也是戰爭孤兒，所以馬上上前阻止，並砍傷的蹂躪者，但自相殘殺乃重罪，多虧蒙恬的打點才能大事化小，而此時羌瘣也在城裡救著更多人，後來遇到了信，並陪信直到天亮，而在蛇甘平原之戰前數月時，趙國發生過一場異戰，也就是趙軍打趙軍，這場戰以廉頗軍勝並離開趙國去魏國做結，廉頗在此時接下將令，並召集廉頗四天王到齊，並派輪虎暗殺秦軍重要將領，而聽說信作為的千人將郭備，予以跟自己同樣出身的信勉勵，但是郭備卻被人刺殺了，秦軍在當晚一共失去了八位而且皆為傑出的千人將，天亮後，輪虎又於重重包圍下取將軍羅元的首級，飛信隊馬上沖上去阻擋，但信的攻擊失敗了，但原本輪虎打算殺了信，但眼看飛信隊員已經趕到，輪虎便講述「天運」後便離去，事後蒙武傳來秦總司令昌平君的口信，也就是預測魏主帥為廉頗一事，聽聞此事後的蒙驁倍感壓力，當晚扮成老兵出去散心，結果遇到信，而信也安慰了非常失落的蒙驁，於是在軍議中破格提拔信為千人將，條件就是殺了三個千人將或一個將軍，否則降為伍長，信也馬上答應，而此時廉頗帥軍前往山陽，雙方均選定以流尹平野為戰場，廉頗四天王的玄峰雖然在中軍打敗秦軍，但隨之被副將桓騎扳回一城，不過副將桓騎雖然利用喬裝成魏軍而斬殺身為廉頗四天王的玄峰，但桓騎的本陣也被廉頗四天王之首的介子坊襲擊而不得不躲起來，而對陣廉頗四天王姜燕的另一位副將王翦，打算用帶領五千士兵的壁三千人將誘導姜燕上鉤，卻沒想到自己還是中了廉頗的計，被廉頗反包圍，但在沒有十足把握的戰鬥前，王翦決定撤軍，到附近的山上令建要塞，廉頗只命姜燕繼續包圍後便離開了，而兩方的中軍戰場方面，飛信、樂華、玉鳳三隊決定聯手，於是依著計畫，樂華隊率先突擊，把目標指像輪虎兵，之後在由信或王賁斬殺輪虎，不過王賁因為舊傷復發而退下陣，由信單獨對戰輪虎，雖然一開始一直處於弱勢，甚至被輪虎刺傷腿，不過堅毅不拔的毅力支撐信熬到打敗輪虎的那個時刻到來，並一舉打敗輪虎，但不願把輪虎首級割下，後來飛信隊員們赫然發現羌瘣是女兒身，信在與隊員講述羌瘣出生環境以及其即將暫時離開飛信隊後在經過簡單的治療後便再度前往秦軍的本陣，而廉頗因為不是魏軍總大將而不需受限與本陣中，打算前往秦軍本陣親取蒙驁首級，但蒙驁也準備了完全之策，把秦軍本陣規劃成一個攻守皆宜的要塞，廉頗的士兵隨著不斷的進擊而不斷遭遇陷阱，但廉頗所在的隊伍卻完全沒有遭到阻礙，甚至連變陣後都平安無事，最後，廉頗終於到了蒙驁所在的秦軍本陣，雖然蒙驁輪起長矛戰鬥，但是仍然不敵廉頗，廉頗在接下來的談話中侮辱到了王騎將軍，信大聲反駁，並在自報家門後丟出輪虎的刀，憤怒的廉頗把注意力轉向信，但得知信繼承王騎長矛後，驚訝不已，後來廉頗四天王之首的介子坊也來到了秦軍本陣，但消失後的桓騎軍突然出現在了魏軍本陣，並虐殺魏總大將白龜西，介子坊決定馬上殺掉蒙驁，但遭廉頗阻擋，隨後廉頗提議議和，在雙方答應後，廉頗撤軍，在羌瘣離開後在論功行賞上信正式成為千人將，但飛信隊在羌瘣離開後居然連一般的魏軍都打不贏，連戰連敗，後來發現原因是出在策略上，蒙恬決定派自己的弟弟蒙毅幫助飛信隊，但蒙毅有事在身，便請河了貂代替，但即使知道軍師是河了貂，信仍然不願接受，直到被逼無奈下才接受，河了貂在一連串的軍略下打敗魏國第八的冰鬼，秦國決定改山陽為東郡，遷一萬居民到山陽，在與楚軍對峙是得知趙軍大勝燕軍，還殺了燕將劇辛，後來，呂不韋晉升相國，位極人臣，但保王派卻聯手王弟派，使昌文君能夠成為左丞相後來飛信隊被派到東金城，途中遇到一個異國小孩，便救他國於水深火熱之中，也取得當地地圖，但卻目睹李牧出現在三國交界帶，之後得知政有小孩了。
- 合縱軍篇（合従軍篇，收錄話數：第262～355話，動畫：第三季第1～24集）
  - 合縱軍突入篇（收錄話數：第262～272話，動畫：第三季第1～4集）史實：史記-秦始皇本紀「六年，韓、魏、趙、衛、楚共擊秦，取壽陵。秦出兵，五國兵罷。」：飛信隊接到敵襲的軍報，但到現場才發現是誤報，是原王騎軍，也就是騰軍，而至於騰軍為什麼會出現，則是因為王騎軍有自己專屬的情報網，而情報顯示超大國楚即將進犯秦國，而且不理會沿途的小城，雖然呂不韋有事先派張唐與蒙武二將，但比此二將更先出現在楚軍面前的是騰軍，但在一陣混戰後騰軍第五軍軍長同金被楚軍第一軍的將軍臨武君殺死，而此時出現在飛信隊眼前的是魏軍，而且也如楚軍一樣，一直線的進犯，飛信隊只能看著一個個被魏軍屠城的城市，而魏軍進犯的軍報傳回咸陽後，又陸續接到趙、燕、韓、齊進犯的軍報，大部份的官員都陷入呆若木雞的狀態，就連一向冷靜的呂不韋都驚訝不已，只有政冷靜的說了一句：「是合縱軍！」，而政口中的合縱軍正是距此四十年前將位處東方的大國齊國攻陷到只剩下即墨與莒兩座城市的東西，聽完之後，很多大臣甚至停止思考，直到政的怒斥下才喚醒他們，從新振作，而昌平君決定派蔡澤前往齊國遊說，最後以兩倍的價格成功說服齊國退兵，而此喜訊傳回咸陽後，便開始決定決定優先對付的敵人，而此敵人就是魏軍，因為其太過深入，但魏軍卻停一個早應通過的地方，而原因是因為麃公的阻擋，而魏軍總大將為吳慶之子吳鳳明，也同為智將，於是決定使計，但馬上被麃公發現，並撤退，而接下來的四天，吳鳳明皆停下來陪麃公打，直到趙軍的出現，才使麃公撤退，而吳鳳明與李牧的交談透露出李牧的野心，那就是消滅秦國，而咸陽方面則是集結是秦國國內所有名將，王翦、桓騎、蒙驁、蒙武、騰、張唐、麃公七將宣佈作戰計畫，而在風萬平原，各國總大將加楚春申君也齊聚一堂，並決定由春申君擔任合縱軍的總指揮，而秦軍的作戰計畫就將合縱軍引到秦國國門『函谷關』，而此時飛信隊到了函谷關，但映入眼簾的卻是極為高聳的關卡，就連咸陽城城牆都只有其一半高，之後飛信隊前往配置地點，而由北向南依次為王翦軍vs燕軍；蒙驁軍、張唐軍、桓騎軍齊守函谷關vs魏軍、韓軍；騰軍、蒙武軍vs楚軍；麃公軍vs趙軍，但雖然原定是由楚軍率先開戰，但因為廢話太多，被麃公搶先突擊，至此，函谷關攻防戰正式開幕。
  - 秦麃公vs趙慶舍篇（收錄話數：第273～319話，動畫：第三季第5～15集）：由秦軍視角來看，左邊是公孫龍軍，中間是李白軍，右邊是萬極軍，李白軍的後方是李牧此戰的李牧代理人慶舍軍，慶舍先命令李白不可用策略，只是與麃公軍進行單純的戰鬥，等麃公軍前軍變後軍，再命公孫龍軍向前十步，引麃公攻擊公孫龍軍，再由後方的萬極軍屠殺麃公軍那早已疲憊的麃公兵，就連麃公都沒辦法，只能看著後方的麃公兵犧牲，此時李牧道出了慶舍是本能型武將的身份，並說：「如果麃公是見敵就撲的獅子，慶舍就是會布置陷阱的蜘蛛」，但此時飛信隊卻出現在麃公軍的後方，但由於是強行逆向通行，大部份隊員都脫隊了，只有什長級以上的還留在信的身邊，而信的演說也激勵的原以瀕臨潰散的麃公兵，而麃公發現信的出現後也決定繼續衝鋒，信打敗了很多十分纏人的萬極軍士兵，站到的萬極的面前，經由李白的口中得知，整個萬極軍都是由長平之戰的遺孤組成，而後萬極便開始講述長平之戰的歷史，講完後，便說出自己的目的，那就是屠殺咸陽，而此時和了貂也趕到現場，並駁斥萬極的理論，後來信終於恢復，並用政的夢想回答萬極的問題，並且一躍而起斬殺萬極，第二天開始陷入膠著狀態，終於在第十五日結束了膠著狀態，信與麃公奮力的與趙軍戰鬥，但仍然沒有引出慶舍，於是麃公召飛信隊回到秦軍製造的休息站，而信居然提出一麃公軍為誘餌，用飛信隊從旁突入，擊敗慶舍的戰略，並且也得到麃公的同意，但是這個戰略馬上被慶舍識破，但是在汗明戰死後，蒙武軍下的壁隊馳援麃公軍，雖然慶舍仍然想繼續抵抗秦軍，但從合縱軍本陣傳來李牧下的撤退命令後，趙軍便開始後撤。
  - 秦騰＆蒙武vs楚汗明篇（收錄話數：第273～319話，動畫：第三季第5～15集）：最猛烈的戰場開打，但有一件弔詭的事發生了，那就是蒙武在本陣靜靜的觀戰，而原因是因為蒙武打算利用騰軍把楚第一軍打敗，減少敵人，引出楚總大將汗明，在由自己打敗汗明，於是得知此事的蒙恬決定跟隨鱗坊一起攻擊楚第一軍，為父親的成功披荊斬棘，在與楚軍的混戰中遇到了同世代的楚千人將項翼，後來項翼覺得蒙恬的實力不一般，便拿出妖刀莫邪，但因突然出現的王騎軍第一軍長錄鳴未，而使蒙恬乘機離開與項翼的纏鬥，而此時錄鳴未到了楚第一軍將軍臨武君前，後與後到了王騎軍第三軍長鱗坊打算兩個打一個，但鱗坊卻被最年輕的中原十弓白麗射殺，錄鳴未也馬上遭到臨武君的偷襲，雖然即時抵擋開來，但馬上又遭到白麗的狙擊，而此時蒙恬也發現此狙擊手不一般，於是決定親自剷除這個禍害，但在蒙恬躍起向白麗砍去的瞬間，項翼出現並擋住蒙恬的劍，而後王賁也趕到，並且投入與項翼的戰鬥，使蒙恬可以專心對付白麗，而就在錄鳴未即將敗北的時侯，騰出現了，並且不斷壓制臨武君，另一方面，白麗雖然等來的台車，但沒想到蒙恬突然從台車下衝出，並將白麗連人帶弓一起砍傷，而後，騰也砍了楚第一軍將軍臨武君，而後白麗與項翼被編入楚第二軍中，第二天時，楚第二軍將軍媧嫾向合縱軍本陣提出持續十天普通戰鬥，便能攻下函谷關的策略，終於在第十五日結束了膠著狀態，並且有楚軍總大將汗明親自宣布出擊，而秦軍也有蒙武宣布，而且在激起極大的激情後由壁三千將率領的壁隊率先出擊，但卻只讓壁隊孤軍奮戰，直到後來才派兵增援，卻是使出超大型的斜陣衝擊，而汗明用出擊宣布來激勵士氣，而媧嫾vs騰方面則是媧嫾先利用戰車隊製造沙塵，使什麼都不知道的錄鳴未與干央遭受戰象隊的攻擊，雖然錄鳴未與干央合力打敗戰象隊，但戰象隊離開才發現騰軍早已被楚軍包圍，騰決定將在本陣附近的士兵拍成ㄇ字型，並且指認王賁與蒙恬防守ㄇ字型的左右壁，並且暫時升為五千將，而王賁與蒙恬在毫無通訊的情況下做著一樣的事，快速削弱楚軍，緩緩的從楚軍手中奪回主動權，但是蒙恬的坐騎快要支撐不了了，所以騰離開本陣替蒙恬撐一段時間，就在此時，媧嫾的眼睛也捕捉到了這一細節，於是臨時將項翼升為五千人將，帶著五千楚軍去討伐騰，而騰也決定去討伐這個迎面而來的五千將，就在單挑了一段時間後，媧嫾出擊了，而騰也決定暫時撤退，但媧嫾的目標並不是騰，而是擊潰ㄇ字型方陣的正面，而防守方陣正面的隆國也派出精銳部隊太吳隊，但面對媧嫾軍卻完全無法前進一步，就在此時，原本被認定為已潰散的錄鳴未與干央突然出現在媧嫾軍的背後攻擊媧嫾軍背後，而防守方陣左邊的王賁也加入到攻擊媧嫾軍的行列，此時媧嫾決定前往汗明與蒙武決戰的戰場，而就在兩刻前蒙武釋放第二波斜陣衝擊，但這次比較特別，由左至右，依次是五千、兩千、一千、兩千、五千，打算摧毀兩翼，而楚軍也看出了這個想法，馬上將重兵調往兩翼，但這就掉進了昌平君的計謀了，原來這是昌平君為了讓蒙武與汗明能夠單挑對決的計謀，而蒙武也抓緊時機趕快進擊，而媧嫾以及緊追其後的蒙恬與王賁趕往蒙武所在的戰場，而蒙武軍也在一場混戰後抵達汗明所在的楚軍本陣，但是僅僅兩擊，蒙武完全處於劣勢，就在此時汗明揭露一場無名的戰爭，那是一場汗明與秦國破壞的六大將軍王齕的對決，但是汗明僅用一擊，就擊敗王齕，聽完之後，蒙武不僅沒有退縮，反而爆發出比以前更大的力量，與汗明勢均力敵，就在此時，媧嫾軍率領媧嫾軍五千精銳也到了決戰附近，並且命令自己的弟弟媧偃偷襲蒙武，就在決戰之地，蒙恬跟媧偃同時趕到，但蒙恬在與媧偃的對決中被媧偃打飛進入汗明跟蒙武的決鬥，馬上被汗明砍中，而看著自己兒子受重傷的蒙武抑制不住憤怒，只用兩錘便取了汗明性命，在之後又衝入敵陣，之後又擊敗仁凹本陣，從此函谷關攻防戰的天秤向著秦軍傾斜，但是此時媧嫾卻向合縱軍本陣發去捷報預告，原來媧嫾本軍的精銳有一萬人，而另外的五千精銳早已悄然無息的潛入函谷關內側，但最終因王翦軍的援助下，楚軍這次的奇襲失敗。
  - 秦桓騎＆張唐＆蒙驁vs魏吳鳳明＆韓成恢篇（收錄話數：第273～319話，動畫：第三季第5～15集）：魏吳鳳明搬出了井闌車，緩緩的駛向張唐軍的守備區域，雖然乍看之下井闌車不夠高，但吳鳳明憑藉精巧的設計，使應該不能夠到函谷關的井闌車夠到了，而緊接而來，桓騎軍的守備區域也出現了一台，但桓騎馬上予以反擊，先投擲油，後用火箭點燃井闌車外部，車中燒兵，使魏軍連登上城牆的機會都沒有，在第二天也開始了原本的攻城戰，第七天，韓軍總大將成恢主動出擊，並且揭示了成恢本陣的真面目-毒武器部隊，韓軍的毒箭一射中，便能使人死亡，並且在知道秦將張唐位置後，便使用名為黑球的武器，但打完後，沒人有異樣，而成恢及其本陣也回到原本的位置，終於在第十五日結束了膠著狀態，吳鳳明先拿出又一個顛覆理論的東西，能搭載四米長槍的弩車，一根根插在函谷關上，後來再次搬出井闌車，而此時，成恢的黑球中的毒發作了，不僅張唐軍的參謀一個接一個死亡，就連張唐將軍也口吐鮮血，但張唐將軍打算死守也不願像桓騎討救兵，就在此時，桓騎率領桓騎軍的精銳支援張唐軍守備處，並且使用妙計將魏軍趕回井闌車下，而桓騎與張唐也喬裝成魏軍，來到了井闌車下，搶完魏軍的旗幟後便將隊伍分為5個80人的別動隊，向著韓軍本陣進擊，在即將接近本陣時將隊伍分為左中右三隊，並且由率領中軍的張唐親自手刃韓軍總大將成恢，而張唐將軍也在將秦國的未來託付給桓騎後便逝世，但秦國也付出相應的代價-桓騎守備地被大舉進攻，瞭望臺也被燒毀，但是鄰近戰場傳來的捷報-汗明戰死使得原本衰落的士氣大為振奮，漸漸將魏軍推回去，但是就在此時，函谷關右側的山上突然出現楚軍！而且是媧嫾軍的五千精銳，在楚軍的支援下，魏軍也持續推進，函谷關內側形成魏軍、秦軍、楚軍混戰的情況，而楚軍更乘亂把堵在函谷關內側的大石頭一顆顆移除，企圖從內側打開函谷關大門使函谷關陷落，但就在函谷關即將陷落的這十萬火急之時，王翦軍如天降神兵般出現在函谷關左側的山上，至於為何王翦軍會出現，則是因為在上午伏擊燕軍後便開始馳援函谷關，當然如果兀魯朵在被伏擊後仍然向函谷關挺進，王翦就失敗了，但是就心理上兀魯朵絕對不敢。
  - 秦王翦vs燕兀魯朵篇（收錄話數：第273～319話，動畫：第三季第5～15集）：第二天，燕將兀魯朵在即將取得進展時突然收到本陣傳來的普通作戰令，最終在第十五日結束了膠著狀態，但並不是兩軍混戰的場面，而是因為王翦軍突然憑空消失了，王翦軍之所以會消失是因為軍隊的心臟部份被燕軍擊敗，所以王翦軍往西北逃離，但是當兀魯朵軍決定利用爬斷崖的方式進入函谷關內側時王翦卻在鮮衣怒馬的凝視著兀魯朵軍的一舉一動，王翦軍萬箭齊發，殲滅了八千名燕軍的山岳民族精銳，雖然這次王翦也打算生擒兀魯朵，但最終被兀魯朵逃掉了，燕軍最終退到原王翦建造的堡壘，而王翦再次消失。
  - 蕞城保衛戰篇（收錄話數：第320～366話，動畫：第三季第16～26集、第四季第1集）史實：史記-趙世家「四年，龐煖將趙、楚、魏、燕之銳師，攻秦蕞，不拔。」 ：在函谷關攻防戰最激烈的第十五日落幕後，在十六日早晨，合縱軍本陣召集各軍隊將領齊聚一堂，但就是不見李牧，大家才知道原來李牧已悄然無息的進行他的下一個作戰計劃，而此時咸陽也接到了一個奇怪的報告，那就是，既不是處在北道的函谷關失守，也不是處在南道的武關失守，而是處在南道中段的小防禦城市遭到襲擊的報告，而咸陽方面在失守第四座防禦城市時才終於此軍隊的帶領者，而這個帶領者就是天下最危險的男人-李牧，而且接下來又馬上攻下擁有很大防守優勢的食跟郎兩城，但就在趙軍不斷進擊的當下，後方卻遭遇麃公軍的襲擊，而李牧也馬上使用流動力術，使包含飛信隊在內的諸多隊伍皆不能靠近，但麃公憑藉驚人的直覺，到達李牧本陣，但在那等著他的除了李牧，還有武神龐煖，雖然闖入李牧本陣的麃公軍一個接一個的死去，最終連麃公將軍本人也戰死，但麃公在死前將自己的盾牌拋給信，並且叫信全速前往咸陽，而此時咸陽也有不幸的事，咸陽的市民因為即將而來的戰爭而暴動，萬惡的呂不韋居然策劃利用獻出政的首級換取秦國滅亡後自己的榮華富貴，政決定為了秦國的未來做一件就算縱觀歷史也只有少數明君做過的事情，那就是御駕親征，政率領咸陽的守軍前往蕞城迎戰合縱軍，並且與被合縱軍不斷追擊，軍心煥散的麃公軍與飛信隊，但是將一切士兵加起來也只有5000士兵，於是政決定用一場演講使蕞城中所有早已決定向合縱軍投降的蕞城30000百姓化為願意為了秦國一戰的士兵，在一場振奮人心的演講後，蕞城市民快速進行武裝，但是擁有實戰經驗指揮守城戰的將領卻不夠，幸好昌平君派其隨將介億及蒙毅和100名將校支援蕞城，但是李牧也趕到蕞城了，雖然李牧試圖用花言巧語勸降，但馬上遭到拒絕，於是蕞城保衛戰開打，雙方都意識到蕞城東壁會出現不利於秦軍的風向，於是李牧在東壁設置重兵，而河了貂也將所有麃公軍全部交給壁指揮以抵擋合縱軍對東壁的進攻，於是第一天的黃昏終於到來，但是等待著他們的卻是合縱軍的夜襲，但合縱軍只用不到3成的努力，騙取秦軍用盡全力的戰鬥，第二天，合縱軍更派出傅抵隊與海音隊攻擊南牆，傅抵在登上城牆後馬上砍傷飛信隊的田有百人將與龍川百人將，而察覺異樣的信也趕到，並與傅抵交戰，靠著與羌瘣的練習成功打倒在地，而登上城牆的海音突然意外的在戰場中看到的河了貂，並且在打暈河了貂後，企圖把河了貂帶走，但海音在承受信的一擊後，摔下城牆，而醒來的傅抵雖然企圖再與信對決，但被突襲的龍川撞下城牆，而海音與傅抵很幸運的被城下的趙兵接到，第三天南牆因為田有與龍川的受傷，南牆出現防禦破口，但是瀕臨極限的蕞兵覺醒了，一口氣將趙軍推下城，第四天也重複一樣的事情，即使李牧發動真正的夜襲也無功而返，但就在第五天，蕞兵出現過勞死的現象，就在大家以為已經不行的時侯，政親臨戰場殺敵，再次鼓舞秦軍，但也因為如此政被趙軍盯上，還被趙軍砍傷脖子，幸好信即時趕到，救了政一命，但就在政被砍傷的那一刻，困惑李牧已久的疑惑也解開了，但是第六天的早上，政若無其事的出現在大家面前，以鼓舞士氣，最終在介億精準的派兵增援以及飛信隊的覺醒下，第六天終於度過，但是第七天，西門被攻破了，接著其他的城門也被攻破，但就在大家開始哀鴻遍野的時侯，奇蹟降臨了，這個奇蹟就是山之民的來援，在山之民神速的救援，迅速壓制合縱軍，但就在李牧宣布撤退的時侯，武神龐煖蒞臨前線，而信也決定下去會戰龐煖，並且在刺中龐煖後又砍中的龐煖的臉，而李牧也正式宣布撤軍，但是合縱軍並沒有立即解散，而是轉向進攻齊國，最終在齊國饒安解散，一個月後，信在咸陽的論功行賞上獲頒特等準功，以及提升為三千人將，而飛信隊在合縱軍離開後的一個半月再度前往前線為了復興國土而努力，另一方面，羌瘣終於在趙國的老山山中遇到仇人-幽連，但是這時幽連同樣帶了很多小弟圍攻羌瘣，但羌瘣僅使用普通的呼吸就打敗了一些用巫舞的幽族小弟，一用巫舞就斬殺一堆用巫舞的幽族小弟，最終迫使幽連親自出馬，雖然一開始被幽連壓著打，但後來靠著編織在飛信隊的點點滴滴成功打敗幽連，離開飛信隊392天後，羌瘣終於踏上回去飛信隊的路上，而且還定下了兩個目標，一個是成為大將軍，另一個居然是跟信生小孩，但是，過完了這個合縱軍後平和的冬天後，蒙驁病危的消息傳來，最後，蒙驁將軍在囑咐信蒙恬王賁一起力爭上游後，便病逝，在這合縱軍結束後的一年，只發生兩場戰爭，分別是王翦攻下魏國的慶都城，以及桓騎攻下魏國的汲城這兩場戰爭，因為在合縱軍這一超大的軍事行動後，各國進入國內建設時期（內亂期），而趙李牧以及楚春申君也都被疏遠，但最嚴重的國家是秦國，因為原本的朝廷都是由呂不韋把持，但是在蕞城保衛戰後，保王派抬頭，勢必會使秦國成為內亂最嚴重的國家。

- 成蟜叛亂篇（收錄話數：第367～378話，動畫：第四季第2～5集）

史實：史記-秦始皇本紀「八年，王弟長安君成蟜將軍擊趙，反，死屯留，軍吏皆斬死，遷其民於臨洮。將軍壁死，卒屯留，蒲鶮反，戮其屍」
：大王派因為在蕞城保衛戰後勢力大大增加，但是呂不韋只使用少許的私房錢就快速的壯大勢力，並且將目光瞄準政的加冠儀式，而就在大家認定成蟜一派已成為大王派時，卻傳來成蟜叛亂的消息，但事實其實是成蟜被呂不韋的人算計了，所以大王察覺異樣後決定派壁與飛信隊前去營救成蟜，壁作為討逆軍大將在與叛軍對陣的同時遭到趙軍的突擊，就在此時，飛信隊突然出現，而且飛信隊不僅增加了新的戰術，隊伍也因為信與羌瘣的晉升從三千變成了五千(羌瘣成為了千人將，而信也從三千將晉升為四千將)，並且已經能夠使用長矛，為了能使用從王騎將軍手中繼承來的長矛而努力，在打退叛軍與趙軍後，討逆軍開始攻打屯留城，就在此時，成蟜也成功策反獄卒，前去營救瑠衣，在營救出瑠衣後一起逃離，但因為成蟜傷勢過大，於是決定留下來，而讓瑠衣去討救兵。雖然瑠衣最後成功找到信，但是成蟜也遇到了這次事件的主謀-蒲鶮，信跟瑠衣趕來時只見到與蒲鶮同歸於盡的成蟜，成蟜在說完對信等人的遺言完後便逝去，之後壁也成功打敗叛軍，而原本成蟜一派也以瑠衣為中心成為大王一派的人。
- 著雍篇（收錄話數：第379～402話，動畫：第四季第6～12集）

：自成蟜叛亂後，時光飛逝，接下來終於到了秦國進攻魏國的著雍的時侯，這次的秦軍總大將是騰，而魏軍總大將是吳鳳明，不過吳鳳明後似乎多了三個強者，而飛信隊與玉鳳隊也受邀參戰，並且王賁在駁回向王翦討救兵的提議，並且提出由飛信隊、玉鳳隊、錄鳴未軍三軍做為主攻，雖然三軍非常協調的進攻魏軍，而做為誘餌的騰卻遇到了老相識魏火龍七師的軍事家-靈凰，雖然騰馬上決定後撤，但是還是被靈凰的板斧-亂美迫逮到，雖然騰馬上準備，但還是互相砍重的一刀，而飛信隊則遇到魏火龍七師的猛將軍-凱孟，但就在信與凱猛單挑的同時，河了貂卻被凱孟的副官荀早生擒，但羌瘣也抓到了荀早，於是在隔天，兩軍對圓下成功交換人質，而另一個戰場，雖然一開始玉鳳隊快速的攻進去，但是沒想到卻遇到了魏火龍七師的槍使-紫伯，並且被紫伯突襲，與紫伯單挑，但是王賁只是小小的交手一下，就身受重傷，就在此時也揭示其實魏火龍的太呂慈、馬統、晶仙都是由紫伯一個人幹掉的，之後，王賁以重傷之姿回到營地，但是在騰眼中，王賁、蒙恬、信是一群有可能與六將匹敵的年輕次世代，隔天，魏火龍正式與秦軍次世代交手，雖然一開始王賁一樣被打的很慘，但是最後成功捕抓到紫伯的『型』，打敗紫伯，而信的方面，為了準時三軍突入魏軍本陣，所以先讓羌瘣向魏軍本陣進擊，由信親自當誘餌，在引隆國軍突擊凱孟軍，成功逼退凱孟軍，接著繼續進擊，最終成功由羌瘣帶領的兩千人突入魏軍本陣，但是吳鳳明早已逃跑，之後成功與靈凰會合，但是在遭遇到信的襲擊，吳鳳明馬上對著靈凰說：「鳳明大人，快逃！」使信錯砍了靈凰，最後，魏軍撤退，但是獲勝的秦軍接下來馬上著手把著雍與山陽建成一個雙子要塞城市。
- 秦國統一篇（收錄話數：第403～438話，動畫：第四季第13～26集）

：隨著政的加冠儀式步步靠近，呂不韋與太后勢力各自蠢蠢欲動，不僅太后在太原建立毐國，毐國軍還攻陷咸陽，企圖殺掉因為政前去雍城舉辦加冠儀式而待在咸陽的政的兒女，幸好信在千均一髮時救援成功，並且昌平君歸向大王一派，毐國勢力與呂不韋失勢，事後政告訴他自己想要復興六大將軍的想法，並且囑咐信要占有一席。
- 黑羊丘攻防戰篇（收錄話數：第439～484話，動畫：第四季第26集、第五季第1～12集）

：就在大家知道復興六大將軍的想法時，想到了有四個人有機會，分別是蒙武、騰、桓騎、王翦四人，楊端和挾著爵位『大上造』以及飛速陷落號稱不落的巨城-衍氏城的強大優勢襲來，而在這之後，楚春申君被刺殺了，在廉頗的宅邸與刺殺春申君的李園會談後，媧嫾以及李園一起成為楚國宰相，於是飛信隊被取消了攻打楚國，而是改為攻打趙國，而飛信隊到了集合地擴珉後便面見桓騎，並在之後交換軍隊，用飛信隊的尾平交換千人將那貴，而在距離黑羊丘80公里的趙國離眼城也開始準備出城對抗桓騎，由離眼城城主紀慧以及最接近三大天的男人慶舍組建聯軍對抗秦軍，而飛信隊因為被賦予重要的任務而快速奔走，此時紀慧將軍手下的馬呈利用地利奇襲飛信隊，不僅飛信隊遭到打擊，就連秦軍一方的山丘都被攻占，而在楚水帶領騎兵到了之後，馬呈便掉頭離去，於是飛信隊開始執行奪回山丘的作戰，結果到了山上才發現都是稻草人，也正式宣告先行到達比中央山丘更前線的作戰失敗了，使得桓騎發動桓騎軍最強戰力-澤諾一家，並且成功使趙軍右翼潰決，但是此時慶舍卻親自出馬，企圖以截斷澤諾、雷土與其後軍的連結，從而粉碎桓騎的臂膀，但是就在澤諾與雷土遇到這種十面埋伏的局面時，吹響了有不顧一切逃跑指令的笛子-火兔笛，趙軍一開始還覺得好笑，但是馬上就笑不出來了，因為他們用極快的速度擺脫岳嬰的追擊，而且反過來逆襲趙軍在中央山丘建立的防禦工事，而在晚上，因為有事前準備，所以成功擊退夜襲的趙軍，而擔任斥侯的羌瘣則將深入趙軍境地的劣勢化為優勢，潛伏進趙軍營中劉冬將軍的營帳，但是卻被劉冬設下的陷阱陷害，摔下山崖，而飛信隊在第二天早上遇到了桓騎軍軍師摩論的拜訪，並且被迫一定要在第二天推進到中央山丘前面，於是開始了進攻，雖然一開始認為比第一天簡單對付，但是接下來就馬上陷入絕望，因為橫在飛信隊等人前面的是一條已經被對手佔據對岸且沒有橋樑以及船隻的河流，但最終河了貂在正午前想好策略，以飛麃、郭備隊、信為主力的大軍以平坦寬闊的淺攤和凹岸為攻略對象，而另一邊的飛信隊元老成員、和了貂則以上游的狹窄淺攤和凸岸為攻略對象，但這些都只是誘餌，因為這次掌握戰役關鍵的是從未獲得首功的渕，渕將帶領士兵向水流最遄急的地段發起攻略，並且最終依靠比任何人都強的責任心攻略成功到達彼岸，並且成功為攻略凹岸的人建立據點，而在中央山丘左側的澤諾、雷土則與趙軍呈對峙狀態，在中央山丘左側的摩論對上慶舍的副將金毛，實力相當，在中央山丘右側的黑櫻則是大幅度的推進陣線，就在黑櫻打算發動總攻擊時，離眼城城主紀慧手持旗幟出現在眾人面前鼓舞離眼城的士兵，並且親自突擊桓騎軍的防守專家-不動的角雲隊，親自砍下角雲的首級，迫使黑櫻撤退，第二天則以勢均力敵結束，而身受重傷的羌瘣得到了當地居民的幫助，第三天飛信隊在全軍制霸馬呈劉東聯軍的情況下抽調九成兵力轉往中央山丘戰場，形成與黑櫻夾擊紀慧的局面，但是在這個黑羊丘攻防戰的緊要關頭，桓騎卻沒有任何舉動，放了全部人鴿子，而羌瘣在與村子的長老聊天的時侯意外得知紀慧這個可怕的存在，第四天開打後桓騎仍然沒有任何動向，焦躁不已的慶舍主動出擊打算殲滅飛信隊，然而此時桓騎派遣澤諾前往前線，而澤諾用他們傲人的戰鬥力橫穿過紀慧軍，直接向慶舍而來，幸虧紀慧拼盡全力擋住澤諾的棒槌，才使得慶舍有撤退的機會，但是中央丘右半邊在紀慧離開後將遭到黑櫻隊全力的攻擊，所以離眼軍在確認慶舍成功離開後便回去繼續跟黑櫻戰鬥，但是慶舍的脫逃行動被眼尖的信發現，於是決定追殺慶舍，但是馬上被山坡上的劉冬發現，就在這時，羌瘣終於出現了，但是就算有羌瘣抵擋著劉冬，但是慶舍的士兵根本無法讓飛信隊碰慶舍，就在此時，信再次以演講激發出大家的士氣，一起繼續前進，但是慶舍卻打算撤退，眼看就要讓慶舍逃跑時，那貴的出現成功拖延了慶舍的時間，讓信成功遇到了慶舍，並且最終成功擊殺慶舍，而羌瘣也打敗劉冬，於是飛信隊開始撤退，然而紀慧打算利用慶舍之死還沒有散布開時打退秦軍，但是桓騎卻在得知慶舍已死後反而撤退，取而代之的是黑羊地區一縷縷燃起的煙，而這一縷縷的煙正是一個個被桓騎軍慘無人道滅村後留下的遺物，而就在羌瘣看到曾經幫助過自己的村民也已慘遭虐殺時，抑制不住胸中怒火的羌瘣連砍十幾個桓騎兵，接著信與羌瘣又馬上衝向桓騎的大本營，與桓騎軍爭執，結果就在說出『中華統一』後，竟被桓騎指為最大的惡黨，眼看戰爭一觸及發，這時尾平趕緊出來勸架，結果紫水晶手鍊從尾平身上掉了下來，氣憤的信直接放言驅逐尾平，但是儘管被放逐的尾平在聽到桓騎軍士兵侮辱信的時侯，仍然為了信的名聲挺身而出，於是再度加入飛信隊，但是另一方面，桓騎在將屍骸巨像送到紀慧後，便開始向離眼城移動，於是紀慧不顧勝利與否，趕回離眼城，欲帶著民眾一起離開離眼，但是桓騎軍以及飛信隊已經攻下中央山丘，直接引導黑羊之戰走向勝利，而且死者比原本預期的少了一半，而那貴也向桓騎申請調往飛信隊。
- 齊趙來朝篇（收錄話數：第485～491話，動畫：第五季第13集、第六季第1集）

那時，在蔡澤的指引下，齊王王建和李牧來到咸陽。 政在與齊王的會談中說要用“法”治理國家，齊王對此感歎不已，並宣佈事實上投降。 李牧在拜見李牧時被提議“七國同盟”，但他一脚否認這是空談，李牧離開了咸陽。
在這樣的情况下，飛信隊進行招募，新增了1000名新兵。 另一方面，昌文君為了統一後製定法律而邀請李斯。 於是昌平君以趙王都邯鄲的咽喉地帶鄴城為目標獻上了奇策。
- 鄴之戰篇（收錄話數：第492～642話，動畫：第季第～集）
  - 鄴攻略戦 - 出征（第492～519話，動畫：第季第～集）:秦始皇十一年，終於完成擬定了對趙國的攻擊計策，總大將王翦、楊端和桓騎帶領20多萬聯軍出征。 而且，兀魯多率領的燕軍進攻趙軍，與青歌城主司馬尚發生激烈衝突，別動隊攻陷燕之城，燕軍撤退。 秦軍向趙國門、列尾進軍時，李牧意識到秦軍的目的是什麼，趕往邯鄲。由於飛信隊和山上的居民在半天內使隊伍尾陷落，王翦意識到隊列尾有意圖地變弱，意識到戰爭的破綻，於是偷偷地去看了一下。決定放棄了隊伍尾巴，並讓全軍進攻，想出了把“喂3717，s”當做軍糧責備的策略。 越過隊伍的聯軍，完成了2721樓房；向陽軍撞上楊端和軍，又把附近的城池攻陷，把難民困住了。 然後王翦軍在李牧率領的赤與軍和朱海平原激戰。
  - 朱海平原之戰 - 開戰（第520～569話，動畫：第季第～集）:第一天，蒙恬玩弄趙右軍·紀彗軍，麻礦軍向那裡猛攻。 但是李牧自己討伐麻礦，麻光軍瀕臨崩潰，蒙恬從那裡重建了麻礦軍。 當晚蒙恬升格為臨時將軍，成為秦左軍的將領。第二天，秦右軍玉鳳隊受到原藺相如十傑趙龍、嶽嬰的夾擊，王羲之向李牧副官馬南慈軍衝鋒，與亞光軍夾擊，給予了巨大打擊。 第三天，聯合秦右軍的飛信隊與藺家十傑堯雲對峙，展開了勢均力敵的戰鬥。李牧的計畫是長期作戰，他知道烽火比秦軍多。 第九天，秦右軍為了打破戰況的僵局，在飛信隊・玉鳳隊的兩隊中夾擊嶽嬰，但是由於堯雲・馬南慈，亞光陷入昏迷的病危狀態。 為了救出亞光，玉鳳隊離開，信卻將嶽嬰一刀兩斷。
  - 橑陽攻防戰（第526～576話，動畫：第季第～集）:另一方面。 於是乎，一個由陽城城主羅佐率領的犬戎族加入其中，陷入胶著狀態。 但是第二天晚上，前去援軍的牆壁所保管的軍糧被燒毀了。第八天晚上，楊端和宣佈明天要討伐犬戎三兄弟。第九天，由於三軍主攻的總攻擊而討伐了羅佐的兒子們，但由於敵人的反擊，軍隊分散了。 楊端和執拗地被盯上，那是以自己為誘餌的作戰，在誘餌自己的期間，偷偷地把陽城弄掉了，最終被牆殺死了。 而讓剩下的犬戎族隨從的楊端和，則收了一堆。 戰敗的舜水樹等趙軍為了切斷秦軍的退路而撤退到隊伍的末尾。另一方面，下午1點2分14分，一天下午4點14分，市陽由於牆的失態，軍糧即將用盡，楊端和决定進行總攻擊。 囙此，即使討伐了羅佐的兒子們，由於敵人的反擊，軍隊也分散了。 楊端和執拗地被盯上，那是以自己為誘餌的作戰，在誘餌自己的期間，偷偷地把陽城弄掉了，最終被牆殺死了。 而讓剩下的犬戎族隨從的楊端和，則收了一堆。 戰敗的舜水樹等趙軍為了切斷秦軍的退路而撤退到隊伍的末尾。
  - 朱海平原之戰 - 飛信隊的覺醒（第570～626話，動畫：第季第～集）:沒有亞光的秦右軍沒有本陣的訓示，軍糧也用盡，陷入絕望的狀況。 在這期間的第十二天，由於隊長全身的檄而覺醒的飛信隊・玉鳳隊壓倒了趙左軍，大大地後退，王翦中央軍也前進了。 但是到了第十三天，王賁受到堯雲的重傷，當晚秦右軍將剩下的信定為大將。 那個時候，在烽火中，王翦軍幾乎失去了軍糧。 第十四天，信在飛信隊决死的衝鋒結束後討伐了趙寶貝龍，給趙左軍以很大的打擊。 另一方面，當晚，蒙恬陣營中突然遭受三大天·龐煥的單獨夜襲，養育蒙恬、蒙毅的胡漸副官戰死。第十五天，李牧接到一則通知，便轉為攻勢，用獨自的戰術迫使王剪軍陷入苦戰，但被解開了戰術之謎的王剪卻相輔相成。 在這期間，秦右軍的王的故事情節是：討伐堯雲後，就突破了趙左軍，直接對李牧軍進行夾擊，趙軍也傅抵馬南慈夾攻了王剪軍，展開了激烈的攻防戰。 但是王賁・蒙恬趕到王翦本陣後受到攻擊，飛信隊討伐金毛後李牧逼到了眼前，龐一下子擋住了去路。 信為了完成因緣的解决，和龐️煥一對一地展開，用盡了死力終於擊敗了龐焕。 李牧看了龐煥的死，從朱海平原撤退，全軍去了那裡。
  - 鄴攻略戦 - 李信将軍誕生（第627～648話，動畫：第季第～集）:王剪軍用精銳部隊追擊李牧軍。 另一方面，由於軍糧不足發生了暴動。 李牧軍多次被王剪軍攔住，由於人民的暴動，催眠術才得以啟門，被闖入其中的桓騎軍攻陷。 秦軍雖然進城了，但是糧道問題還沒有解决，來自秦國的糧道運輸也全部被封锁。 但是，根據事先預料到軍糧會消失的王剪的策略，從與秦國相反的齊那裡購買軍糧，並從齊那裡運輸，問題就解决了。 另一方面，在趙，李牧因朱海平原戰敗的責任被帶走，在邯鄲入獄，那樣的中騰軍向隊伍尾出征。 監視列尾的趙將、跋扈說，得知李牧入獄斬首後，為了救李牧，全軍撤退到邯鄲。 這樣一來，秦就獲得了包括烽火在內的趙王都圈南側。聽說凱旋於咸陽的信在政成為將軍之前需要姓氏，得知漂在士官後被賦予了“李”的姓，自己也决定了“李信”。 然後在論功行賞中，蒙恬、王賁，一起晋昇為將軍。 另一方面，在邯鄲，李牧企圖救出自己的心腹海音導致了內亂狀態，但哀悼襄王被毒死。 此後太子·嘉李牧解放，根據哀悼襄王的遺言，下一任趙王不是嘉，而是被提名末子·遷。 李牧和嘉等被遷派來刺客和追兵，雖然被追殺，但總算逃出了邯鄲。 與嘉分手的李牧等人著眼於今後的事情，前往司馬尚所在的青歌城。 秦始皇十二年，秦始皇隱居河南城中的呂不韋身邊聚集了不穩的勢力。 受此影響，政與呂不韋對談，呂不韋認為這個原因是不殺自己的政治，他進言說溫柔也是弱點。 但情况惡化，咸陽命河南取其財，呂不韋飲毒去世(實質靠著詐死逃了出去)。

- 什虎城攻占篇（第649～673話，動畫：第季第～集）
  - 秦魏同盟 - 什虎攻城戰（第649～661話，動畫：第季第～集）:由于攻邺后的第二年秦国仍然无法攻破邯郸前边的赵国防守线，为了继续攻赵，昌平君决定与魏国同盟。但条件是同盟期限为3年，并且秦军要和魏军共斗攻下楚国要地的什虎城并割给魏国。秦国在不等魏国同意的情况下派大将军蒙武带兵到什虎。蒙武在月知平原布阵后，以三万蒙武军对抗八万什虎军开始了平地战。另一邊滕軍正與項翼、白麗軍交戰時，吳鳳明率領的魏軍終於現身參戰。在戰鬥中，由於秦軍和魏軍共同進攻楚軍時無法並肩作戰，導致楚軍仍然不敵，因此在吳鳳明提議下，以秦軍為主攻，魏軍為輔攻。最終秦魏聯軍終於佔了上風，蒙武與什虎軍總大將滿宇進行一對一的戰鬥，並取得勝利。此時，滕軍也成功攻下楚軍的本陣。最終石虎城也被魏軍一一攻陷，讓滿宇等人楚軍退至楚國的王都郢。

- - 羌禮的来訪 - 六大將軍復活（第662～673話，動畫：第季第～集）:秦魏聯軍攻下什虎城後，魏國開始侵略韓國，秦國則是加強了對趙國的侵略。在趙國的前線中，樂華隊和玉鳳軍表現得活躍，但飛信隊則處於劣勢。後出現與羌瘣同為蚩尤族的羌禮並加入了飛信隊，但是羌禮卻不斷的殺害投降的敵軍和平民破壞飛信隊的名聲，實際上她真正的目的就是來殺掉羌瘣。後羌瘣講述羌禮黑暗的過去，並過了三天，展開了單挑的戰鬥後，羌瘣從羌禮的黑暗救了出來，之後羌禮向了飛信隊的行為道歉並且正式重新加入獲得原諒，而羌禮入隊後也讓飛信隊大大成長挽回趙國前線的戰場。在始皇十三年後，贏政決定恢復秦國六大將軍的制度，並認命蒙武、滕、王翦、楊端和、桓騎晉升為新任六大將軍，但由於秦國只找到五將的人選，因此第六將維持了空缺。在各國得知六大將軍復活後，王翦、楊端和、桓騎以六大將軍的身份返回侵略趙國的前線戰場。為了攻下邯郸，秦國三軍決定開始以武城、平陽這兩座城的防線為目標

- 武城・平陽篇（第674～702話，動畫：第季第～集）:桓騎以八萬兵力向趙軍猛攻，但左翼逼近影丘險峻地勢，幾乎全軍覆沒，玉鳳隊也被召集在那裡。此外，趙軍總司令扈輒也向桓騎進攻，令桓騎與二十四萬大軍對峙，但仍寡不敵眾。第八天，飛信隊等人也援軍救出陷入困境的玉鳳隊王賁，並與扈輒的心腹岳白軍對峙，並在王賁的建議下，朝向影丘懸崖發起攻略。第九天，當飛信隊抵達懸崖並攀登時，桓騎軍右翼的雷土殺死了敵將，但被俘虜並被扈輒折磨致死。正當桓騎軍繼續撤退，右翼軍和中央軍都逃兵較多的時候，左翼軍飛信軍卻向岳白的陣營發起對決，李信擊破了岳白。飛信軍攻下影丘後，向扈輒的陣營發起進攻，與守軍發起衝突，而桓騎兵伏擊部隊趁空檔時殺死扈輒和逃走的部隊。之後由於數萬名的士兵投降，但桓騎卻毫無留情的將投降的士兵全數屠殺，得知那邊此事的秦王贏政卻發起了大怒，並親自率軍前往前線質問桓騎，然而桓騎依舊無理由並保持無禮的態度面對嬴政，本來政打算在無理由下立刻處決桓騎，後來在桓騎的軍師摩倫拼命的解釋，而保住桓騎的一命，而政在臨走警告了桓騎，若有下一次無理由暴行將會正式處決。另一邊的同時在趙國方面，由於在扈輒戰死下，郭開再次召回了李牧。始皇十四年，秦國已經攻下了武城和平陽，但長城已被李牧修築在邯鄲以南。

- 趙北部攻略篇（第702～799話，動畫：第季第～集）:
  - 肥下之戰（第702～755話，動畫：第季第～集）
  - 來訪韓非子（第756～766話，動畫：第季第～集）
  - 番吾之戰（第767～799話，動畫：第季第～集）

- 滅韓之戰篇（第800～844話，動畫：第季第～集）

- 滅趙之戰篇（第845話～，動畫：第季第～集）

## 用語解釋
馬酒兵
秦穆公在位時，軍馬被山之民吃掉，秦穆公不僅沒有生氣，還將酒分給那些山之民。後秦晉兩國發生泛舟之役，在秦國節節敗退、身處劣勢之際，山之民為了報答秦穆公的酒肉之恩，共有300人向晉軍發動攻擊並生擒晉王。其戰鬥方式甚至讓秦軍士兵都毛骨悚然，是非常恐怖的戰鬥民族。而馬酒兵一詞也因此而來。
六大將軍
即王騎、白起、摎、王齕、司馬錯、胡傷。而王騎是六大將軍中最後一個辭世的。
六大將軍制度是基於「絕對效忠秦國」的條件下所建立的，而建立這個制度的就是秦昭王。
這六位將軍被賦予「戰爭的自由」，擁有可以自行對任何國家發動戰爭的特殊權限。
六大將軍的命名由來自於秦國人所崇拜的象徵動物-玄鳥的六片羽翼
助魏攻楚之戰結束後，贏政為加快統一六國的腳步，進而將此制度再次復活，並聘請鍛造師打造黃金玄鳥雕像，配置在上頭的六片金色羽翼即是新生六大將軍的身份象徵。
被封為新生六大將軍的分別為第一將蒙武、第二將騰、第三將王翦、第四將楊端和、第五將桓騎，而第六將暫時從缺。
而第五將桓騎於肥之戰陣亡，因此目前空席暫為兩席。
飛信隊
李信初次以百人將的身分出戰時，王騎所賦予的部隊的名字。
初期是由一百名農民出身的民兵所組成。至屯留叛亂事件為止部隊已擴大成五千人的規模。
副隊長由羌瘣（初成軍時由信指名；後成為千人將）、渕（初成軍時由信指名）、楚水（成為千人隊後加入）擔任，軍師由河了貂（成為千人隊後加入）擔任。
趙國三大天
趙國之中，能與秦六將相抗衡的3位大將軍，其所帶領的軍隊中都會有一面「大天旗」。
原本的三大天有廉頗、藺相如、趙奢等3人。後唯一還存在的廉頗離開趙國後，由李牧和龐煖組成，餘下一席一直尚未確定人選，傅抵和慶舍皆試圖爭取過此地位，且也原有青歌城主司馬尚曾被封為三大天，但遭其拒絕，爾後在鄴之戰龐煖被信所殺，李牧也因戰敗而丟失地位，一直到繼任的總司令扈輒戰死後，李牧才又重歸趙國權力核心，而到番吾之戰司馬尚也正式成為三大天之一，現三大天是由李牧和司馬尚兩人擔當。
戰國四公子（戰國四君）
即齊國孟嘗君、趙國平原君、魏國信陵君、楚國春申君。而春申君為四人之中的最後一人之後也於楚考烈王死後被李園暗殺。
魄領之禁
蚩尤一族的人，憑藉巫舞使精神下沉的深度所存在的界限稱為「魄領」。巫舞的曲調不僅在下沉過程中起催眠作用，同時也是做為從深處上升的“路標”，一旦下沉到魄領之後便難以恢復意識。除了羌象，蚩尤一族中很多人因為侵入「魄領之禁」後沒有恢復意識而死去。
魏火龍
魏國之中，安釐王時期的七大將軍，即吳慶、靈鳳、凱孟、紫伯、太呂慈、晶仙、馬統，與秦六將、趙三大天並稱。其中太呂慈、晶仙、馬統已在與靈鳳、凱孟和紫伯的鬥爭中死於紫伯之手，吳慶在蛇甘平原之戰被麃公擊殺，而靈鳳和紫伯也於著雍之戰身亡，但鄴之戰後吳鳳明成為新任的魏火龍，因此目前僅由吳鳳明和凱孟兩人擔當。
中原十弓
其起源於過去趙武靈王招集了中原各地自認弓術良好的弓箭手舉辦了一場弓術大會，獲得前十名的弓箭手便被譽為中原十弓。
目前出現過的十弓有黃離弦、魏加、姜燕、白麗、蒼源、馬朱離、仙手備、青華雲、白公。
魏國的黃離弦在蛇甘平原之戰中被信斬殺，白公死於蒼源之手。趙國的魏加在馬陽之戰中被信斬殺。秦國的蒼源過去身為麃公軍戰死。
求道者
求道者是一群憂國憂民的一群人，他們是比長達500的春秋戰國時代還要早存在，認為只要有人超越人類，到達神的境界，全體人類就會蛻變成比人類更上一階的存在。
但是他們擁有這麼深層的對人的愛，卻不擁有凡人之愛，因為他們心中只有「道」，其中有人冥想直到歸於塵土，有人嚮往飛翔而跳入深谷，而武神龐煖選擇的是成為武神的這一條「道」。

## 出版書籍

### 单行本
| 卷數 | 集英社         | 集英社                 | 長鴻出版社     | 長鴻出版社             | 文化傳信       | 文化傳信               | 浙江人民美术出版社 | 浙江人民美术出版社     |
| 卷數 | 發售日期       | ISBN                   | 發售日期       | EAN                    | 發售日期       | ISBN                   | 發售日期           | ISBN                   |
| ---- | -------------- | ---------------------- | -------------- | ---------------------- | -------------- | ---------------------- | ------------------ | ---------------------- |
| 1    | 2006年5月24日  | ISBN 4-08-877079-X     | 2007年8月20日  | EAN 471-0765-21578-1   | 2010年3月27日  | ISBN 978-988-8025-69-5 | 2020年7月          | ISBN 978-7-5340-6933-8 |
| 2    | 2006年8月23日  | ISBN 4-08-877129-X     | 2007年8月20日  | EAN 471-0765-15432-5   | 2010年5月7日   | ISBN 978-988-8025-88-6 | 2020年7月          | ISBN 978-7-5340-8031-9 |
| 3    | 2006年11月22日 | ISBN 4-08-877171-0     | 2007年10月5日  | EAN 471-0765-21732-7   | 2010年6月1日   | ISBN 978-988-8049-15-8 | 2020年7月          | ISBN 978-7-5340-8209-2 |
| 4    | 2007年2月24日  | ISBN 978-4-08-877213-4 | 2008年4月2日   | EAN 471-2805-82255-3   | 2010年6月29日  | ISBN 978-988-8049-37-0 | 2020年7月          | ISBN 978-7-5340-8210-8 |
| 5    | 2007年5月23日  | ISBN 978-4-08-877259-2 | 2008年4月12日  | EAN 471-2805-82279-9   | 2010年8月31日  | ISBN 978-988-8050-57-4 | 2020年7月          | ISBN 978-7-5340-8212-2 |
| 6    | 2007年7月24日  | ISBN 978-4-08-877289-9 | 2008年11月15日 | EAN 471-2805-82850-0   | 2010年9月22日  | ISBN 978-988-8090-29-7 | 2020年7月          | ISBN 978-7-5340-8211-5 |
| 7    | 2007年10月24日 | ISBN 978-4-08-877336-0 | 2009年1月10日  | EAN 471-2805-82941-5   | 2010年10月25日 | ISBN 978-988-8090-55-6 | 2020年7月          | ISBN 978-7-5340-8218-4 |
| 8    | 2007年12月24日 | ISBN 978-4-08-877361-2 | 2009年3月17日  | EAN 471-1552-44119-2   | 2010年11月26日 | ISBN 978-988-8090-78-5 | 2020年7月          | ISBN 978-7-5340-8217-7 |
| 9    | 2008年3月24日  | ISBN 978-4-08-877409-1 | 2009年8月21日  | EAN 471-1552-44359-2   | 2010年12月24日 | ISBN 978-988-8091-04-1 | 2020年7月          | ISBN 978-7-5340-8214-6 |
| 10   | 2008年6月24日  | ISBN 978-4-08-877462-6 | 2009年9月3日   | EAN 471-1552-44546-6   | 2011年2月16日  | ISBN 978-988-8091-30-0 | 2020年7月          | ISBN 978-7-5340-8220-7 |
| 11   | 2008年9月24日  | ISBN 978-4-08-877504-3 | 2009年12月4日  | EAN 471-1552-44801-6   | 2011年3月31日  | ISBN 978-988-8091-59-1 | 2020年11月         | ISBN 978-7-5340-8266-5 |
| 12   | 2008年12月24日 | ISBN 978-4-08-877563-0 | 2010年1月11日  | EAN 471-1552-44850-4   | 2011年4月27日  | ISBN 978-988-8112-07-4 | 2020年11月         | ISBN 978-7-5340-8328-0 |
| 13   | 2009年3月24日  | ISBN 978-4-08-877611-8 | 2010年5月8日   | EAN 471-3469-35166-3   | 2011年5月25日  | ISBN 978-988-8112-24-1 | 2020年11月         | ISBN 978-7-5340-8329-7 |
| 14   | 2009年6月24日  | ISBN 978-4-08-877663-7 | 2010年5月22日  | EAN 471-3469-35207-3   | 2011年11月8日  |                        | 2021年1月          | ISBN 978-7-5340-8536-9 |
| 15   | 2009年9月23日  | ISBN 978-4-08-877715-3 | 2010年12月3日  | EAN 471-3469-35611-8   | 2012年2月18日  | ISBN 978-988-8113-69-9 | 2021年1月          | ISBN 978-7-5340-8535-2 |
| 16   | 2009年12月23日 | ISBN 978-4-08-877771-9 | 2010年12月23日 | EAN 471-3469-35638-5   | 2012年5月18日  | ISBN 978-988-8114-40-5 | 2021年5月          | ISBN 978-7-5340-8766-0 |
| 17   | 2010年3月24日  | ISBN 978-4-08-877819-8 | 2011年8月31日  | EAN 471-6814-19322-2   | 2013年4月2日   | ISBN 978-988-8194-91-9 | 2021年5月          | ISBN 978-7-5340-8759-2 |
| 18   | 2010年6月23日  | ISBN 978-4-08-877873-0 | 2011年9月10日  | EAN 471-6814-19324-6   | 2013年5月10日  |                        | 2021年5月          | ISBN 978-7-5340-8760-8 |
| 19   | 2010年8月24日  | ISBN 978-4-08-879015-2 | 2012年1月18日  | EAN 471-6814-19689-6   | 2013年10月31日 |                        | 2021年5月          | ISBN 978-7-5340-8777-6 |
| 20   | 2010年11月24日 | ISBN 978-4-08-879057-2 | 2012年2月3日   | EAN 471-6814-19690-2   | 2013年11月15日 | ISBN 978-988-8195-64-0 | 2021年5月          | ISBN 978-7-5340-8778-3 |
| 21   | 2011年2月23日  | ISBN 978-4-08-879101-2 | 2012年4月13日  | EAN 471-6814-19891-3   | 2014年4月17日  |                        | 2021年8月          | ISBN 978-7-5340-8779-0 |
| 22   | 2011年5月24日  | ISBN 978-4-08-879141-8 | 2012年4月28日  | EAN 471-6814-19914-9   | 2014年12月19日 | ISBN 978-988-8196-05-0 | 2021年8月          | ISBN 978-7-5340-8971-8 |
| 23   | 2011年8月24日  | ISBN 978-4-08-879184-5 | 2012年9月12日  | EAN 471-5409-85274-2   | 2015年12月29日 | ISBN 978-988-8318-71-1 | 2021年8月          | ISBN 978-7-5340-8970-1 |
| 24   | 2011年11月24日 | ISBN 978-4-08-879223-1 | 2012年9月18日  | EAN 471-5409-85298-8   |                |                        | 2021年8月          | ISBN 978-7-5340-8969-5 |
| 25   | 2012年2月22日  | ISBN 978-4-08-879268-2 | 2012年12月6日  | EAN 471-5409-85446-3   |                |                        | 2021年8月          | ISBN 978-7-5340-8968-8 |
| 26   | 2012年5月23日  | ISBN 978-4-08-879330-6 | 2013年6月20日  | EAN 471-5409-85889-8   |                |                        | 2022年1月          | ISBN 978-7-5340-9130-8 |
| 27   | 2012年8月17日  | ISBN 978-4-08-879390-0 | 2013年6月28日  | EAN 471-5409-85890-4   |                |                        | 2022年1月          | ISBN 978-7-5340-9131-5 |
| 28   | 2012年11月19日 | ISBN 978-4-08-879455-6 | 2013年9月26日  | EAN 471-5409-86033-4   |                |                        | 2022年1月          | ISBN 978-7-5340-9132-2 |
| 29   | 2013年2月19日  | ISBN 978-4-08-879521-8 | 2013年11月2日  | EAN 471-5409-86101-0   |                |                        | 2022年1月          | ISBN 978-7-5340-9133-9 |
| 30   | 2013年4月4日   | ISBN 978-4-08-879560-7 | 2013年11月20日 | EAN 471-5409-86156-0   |                |                        | 2022年1月          | ISBN 978-7-5340-9134-6 |
| 31   | 2013年7月19日  | ISBN 978-4-08-879609-3 | 2014年3月1日   | EAN 471-5409-86324-3   |                |                        | 2022年6月          | ISBN 978-7-5340-9529-0 |
| 32   | 2013年10月18日 | ISBN 978-4-08-879681-9 | 2014年3月15日  | EAN 471-5409-86341-0   |                |                        | 2022年6月          | ISBN 978-7-5340-9530-6 |
| 33   | 2014年1月17日  | ISBN 978-4-08-879736-6 | 2014年6月7日   | EAN 471-5409-86573-5   |                |                        | 2022年6月          | ISBN 978-7-5340-9531-3 |
| 34   | 2014年4月18日  | ISBN 978-4-08-879782-3 | 2014年9月24日  | EAN 471-5409-86708-1   |                |                        | 2022年6月          | ISBN 978-7-5340-9532-0 |
| 35   | 2014年7月18日  | ISBN 978-4-08-879867-7 | 2015年3月11日  | EAN 471-5409-86833-0   |                |                        | 2023年7月          | ISBN 978-7-5340-3416-9 |
| 36   | 2014年10月17日 | ISBN 978-4-08-890027-8 | 2015年7月29日  | EAN 471-5409-86943-6   |                |                        | 2023年7月          | ISBN 978-7-5340-4353-6 |
| 37   | 2015年1月19日  | ISBN 978-4-08-890098-8 | 2016年1月27日  | EAN 471-5409-87631-1   |                |                        | 2023年7月          | ISBN 978-7-5340-9995-3 |
| 38   | 2015年4月17日  | ISBN 978-4-08-890141-1 | 2016年6月14日  | EAN 471-5409-87670-0   |                |                        | 2023年11月         | ISBN 978-7-5751-0020-5 |
| 39   | 2015年7月17日  | ISBN 978-4-08-890230-2 | 2016年11月2日  | EAN 471-3006-54019-2   |                |                        | 2023年11月         | ISBN 978-7-5751-0021-2 |
| 40   | 2015年10月19日 | ISBN 978-4-08-890277-7 | 2017年3月3日   | EAN 471-3006-54044-4   |                |                        | 2023年11月         | ISBN 978-7-5751-0022-9 |
| 41   | 2016年1月19日  | ISBN 978-4-08-890347-7 | 2017年4月28日  | EAN 471-3006-54064-2   |                |                        | 2024年7月          | ISBN 978-7-5751-0260-5 |
| 42   | 2016年4月19日  | ISBN 978-4-08-890396-5 | 2017年6月8日   | EAN 471-3006-54075-8   |                |                        | 2024年7月          | ISBN 978-7-5751-0261-2 |
| 43   | 2016年7月19日  | ISBN 978-4-08-890471-9 | 2017年9月23日  | EAN 471-3006-54102-1   |                |                        | 2024年7月          | ISBN 978-7-5751-0262-9 |
| 44   | 2016年10月19日 | ISBN 978-4-08-890512-9 | 2018年3月29日  | EAN 471-3006-54148-9   |                |                        | 2025年             | ISBN 978-7-5751-0634-4 |
| 45   | 2017年1月19日  | ISBN 978-4-08-890571-6 | 2018年7月27日  | EAN 471-3006-54166-3   |                |                        | 2025年             | ISBN 978-7-5751-0635-1 |
| 46   | 2017年4月19日  | ISBN 978-4-08-890622-5 | 2019年3月22日  | EAN 471-3006-54195-3   |                |                        | 2025年             | ISBN 978-7-5751-0636-8 |
| 47   | 2017年7月19日  | ISBN 978-4-08-890701-7 | 2019年7月24日  | EAN 471-3006-54225-7   |                |                        |                    |                        |
| 48   | 2017年10月19日 | ISBN 978-4-08-890759-8 | 2019年11月6日  | EAN 471-3006-54240-0   |                |                        |                    |                        |
| 49   | 2018年1月19日  | ISBN 978-4-08-890839-7 | 2019年12月18日 | EAN 471-3006-54241-7   |                |                        |                    |                        |
| 50   | 2018年4月19日  | ISBN 978-4-08-890890-8 | 2020年2月12日  | EAN 471-3006-54245-5   |                |                        |                    |                        |
| 51   | 2018年7月19日  | ISBN 978-4-08-891071-0 | 2020年3月20日  | EAN 471-3006-54246-2   |                |                        |                    |                        |
| 52   | 2018年10月19日 | ISBN 978-4-08-891116-8 | 2020年7月22日  | EAN 471-3006-54248-6   |                |                        |                    |                        |
| 53   | 2019年1月18日  | ISBN 978-4-08-891188-5 | 2020年11月11日 | EAN 471-3006-54249-3   |                |                        |                    |                        |
| 54   | 2019年4月19日  | ISBN 978-4-08-891254-7 | 2021年3月10日  | EAN 471-3006-54261-5   |                |                        |                    |                        |
| 55   | 2019年8月19日  | ISBN 978-4-08-891341-4 | 2021年4月7日   | ISBN 978-986-504-768-9 |                |                        |                    |                        |
| 56   | 2019年11月19日 | ISBN 978-4-08-891402-2 | 2021年9月8日   | ISBN 978-626-005-826-5 |                |                        |                    |                        |
| 57   | 2020年3月19日  | ISBN 978-4-08-891506-7 | 2022年1月26日  | ISBN 978-626-006-295-8 |                |                        |                    |                        |
| 58   | 2020年6月19日  | ISBN 978-4-08-891599-9 | 2022年3月2日   | ISBN 978-626-006-461-7 |                |                        |                    |                        |
| 59   | 2020年9月18日  | ISBN 978-4-08-891659-0 | 2022年3月23日  | ISBN 978-626-006-572-0 |                |                        |                    |                        |
| 60   | 2020年12月18日 | ISBN 978-4-08-891735-1 | 2022年5月11日  | ISBN 978-626-006-669-7 |                |                        |                    |                        |
| 61   | 2021年4月19日  | ISBN 978-4-08-891843-3 | 2022年12月7日  | ISBN 978-626-007-217-9 |                |                        |                    |                        |
| 62   | 2021年7月16日  | ISBN 978-4-08-892030-6 | 2023年2月15日  | ISBN 978-626-007-334-3 |                |                        |                    |                        |
| 63   | 2021年11月19日 | ISBN 978-4-08-892129-7 | 2023年5月10日  | ISBN 978-626-007-632-0 |                |                        |                    |                        |
| 64   | 2022年2月18日  | ISBN 978-4-08-892216-4 | 2023年6月14日  | ISBN 978-626-007-776-1 |                |                        |                    |                        |
| 65   | 2022年6月17日  | ISBN 978-4-08-892332-1 | 2023年8月30日  | ISBN 978-626-007-960-4 |                |                        |                    |                        |
| 66   | 2022年9月16日  | ISBN 978-4-08-892425-0 | 2023年10月25日 | ISBN 978-626-008-211-6 |                |                        |                    |                        |
| 67   | 2023年1月19日  | ISBN 978-4-08-892568-4 | 2024年3月27日  | ISBN 978-626-008-664-0 |                |                        |                    |                        |
| 68   | 2023年4月18日  | ISBN 978-4-08-892738-1 | 2024年8月7日   | ISBN 978-626-008-963-4 |                |                        |                    |                        |
| 69   | 2023年7月19日  | ISBN 978-4-08-892747-3 | 2025年1月8日   | ISBN 978-626-009-578-9 |                |                        |                    |                        |
| 70   | 2023年11月17日 | ISBN 978-4-08-892895-1 | 2025年3月19日  | ISBN 978-626-009-776-9 |                |                        |                    |                        |
| 71   | 2024年2月19日  | ISBN 978-4-08-893119-7 | 2025年5月7日   | ISBN 978-626-009-972-5 |                |                        |                    |                        |
| 72   | 2024年5月17日  | ISBN 978-4-08-893237-8 |                |                        |                |                        |                    |                        |
| 73   | 2024年9月19日  | ISBN 978-4-08-893381-8 |                |                        |                |                        |                    |                        |
| 74   | 2024年12月18日 | ISBN 978-4-08-893478-5 |                |                        |                |                        |                    |                        |
| 75   | 2025年3月18日  | ISBN 978-4-08-893616-1 |                |                        |                |                        |                    |                        |
| 76   | 2025年7月17日  | ISBN 978-4-08-893737-3 |                |                        |                |                        |                    |                        |

### 完全版
| 卷數 | 集英社         | 集英社                 | 柒海图书 | 柒海图书               |
| 卷數 | 發售日期       | ISBN                   | 發售日期 | ISBN                   |
| ---- | -------------- | ---------------------- | -------- | ---------------------- |
| 1    | 2024年3月18日  | ISBN 978-4-08-792786-3 |          | ISBN 978-7-5729-1952-7 |
| 2    | 2024年3月18日  | ISBN 978-4-08-792787-0 |          | ISBN 978-7-5729-1952-7 |
| 3    | 2024年4月18日  | ISBN 978-4-08-792788-7 |          | ISBN 978-7-5729-1951-0 |
| 4    | 2024年4月18日  | ISBN 978-4-08-792789-4 |          | ISBN 978-7-5729-1951-0 |
| 5    | 2024年5月17日  | ISBN 978-4-08-792790-0 |          |                        |
| 6    | 2024年5月17日  | ISBN 978-4-08-792791-7 |          |                        |
| 7    | 2024年6月19日  | ISBN 978-4-08-792792-4 |          |                        |
| 8    | 2024年6月19日  | ISBN 978-4-08-792793-1 |          |                        |
| 9    | 2024年7月18日  | ISBN 978-4-08-792794-8 |          |                        |
| 10   | 2024年7月18日  | ISBN 978-4-08-792795-5 |          |                        |
| 11   | 2024年8月19日  | ISBN 978-4-08-792796-2 |          |                        |
| 12   | 2024年8月19日  | ISBN 978-4-08-792797-9 |          |                        |
| 13   | 2024年9月19日  | ISBN 978-4-08-792798-6 |          |                        |
| 14   | 2024年9月19日  | ISBN 978-4-08-792799-3 |          |                        |
| 15   | 2024年10月18日 | ISBN 978-4-08-792800-6 |          |                        |
| 16   | 2024年10月18日 | ISBN 978-4-08-792801-3 |          |                        |
| 17   | 2024年11月19日 | ISBN 978-4-08-792802-0 |          |                        |
| 18   | 2024年11月19日 | ISBN 978-4-08-792803-7 |          |                        |
| 19   | 2024年12月18日 | ISBN 978-4-08-792804-4 |          |                        |
| 20   | 2024年12月18日 | ISBN 978-4-08-792805-1 |          |                        |

## 電視動畫
2012年6月4日開始播放。全38話。第2季於NHK BS，2013年6月8日23點45分開始播放。第3季2020年4月將於NHK綜合開始播放。

### 製作人員
- 原作：原泰久
- 監督：神谷純（第1季）→岩永彰（第2季）→今泉賢一（第3季）
- 劇本統籌：荒川稔久（第1、2季）→高木登（第3季）
- 編劇：荒川稔久、白石雅彥、玉井☆豪、村山桂、和智正喜
- 人物設計
  - 第1季：戶部敦夫、大竹紀子、波間田正俊
  - 第2季：竹田逸子、德永久美子、下島誠
  - 第3季：阿部恒
- 概念設計：高橋武之、中森良治（第2季）
- 總作畫監督 ：竹田逸子（第2季）
- 美術監督：東潤一、金鉉洙（第2季）
- 色彩設計：岩見美香（第1季）、甲斐惠子（第2季）
- 攝影監督：吉田寬
- 剪輯：松村正宏
- 3DCG監督：奧村優子
- 音響監督：高桑一
- 音樂：关 美奈子（第1、2季）、泽野弘之、KOHTA YAMAMOTO（第3、4季）
- 音響效果：北方將實
- 製作人：磯谷麻依子
- 製作統括：齊藤健治、柴田裕司、上田憲伯
- 動畫製作：Studio Pierrot（第1、2季）→St.Signpost（第3季）
- 製作：NHK、SOGOVISION、Studio Pierrot

### 主題曲
第1季
片頭曲
《Pride》（第1話－第38話）
作詞、作曲、編曲、歌：Nothing's Carved In Stone
片尾曲
《Voice of Soul》（第1話－第19話）
作詞、作曲、編曲：山下和彰，歌：石田匠
《Destiny Sky》（第20話－第30話）
作詞：BOUNCEBACK，作曲、編曲：ats-，歌：若井友希
《Never Ending》（第31話－第38話）
作詞、作曲：BOUNCEBACK，編曲：ats-，歌：蛇足
第2季
片頭曲
《GLORY DAYS》（第1話－第39話）
作詞：KOHSHI（FLOW），作曲、編曲：TAKE（FLOW），歌：D☆DATE
片尾曲
《21》（第1話－第13話）
作詞：多田宏，作曲：The Sketchbook，編曲：The Sketchbook、MB2nd，歌：The Sketchbook
《EXIT》（第14話－第26話）
作詞：多田宏，作曲：The Sketchbook，編曲：The Sketchbook、MB2nd，歌：The Sketchbook
（第27話－第39話）
作詞：多田宏，作曲：The Sketchbook，編曲：The Sketchbook、MB2nd，歌：The Sketchbook
第3季
片頭曲
《TOMORROW》（第1話－第13話）
作詞：×JxSxK，作曲：，編曲：SCRAMBLES，歌：BiSH
《STACKiNG》（第14話－第26話）
歌：BiSH
片尾曲
《Deep inside》（第1話－第13話）
作詞：Tomohiro Ohga，作曲、編曲、歌：waterweed
《kIng》（第14話－第26話）
作詞：澤野弘之, cAnON ，作曲、編曲：澤野弘之 ，歌：鈴木瑛美子
第4季
片頭曲
《黎-ray-》（第1話－第13話）
作詞：Sui ，作曲：SUIREN，編曲：Ren，歌：SUIREN
《geki》（第14話－第26話）
作詞、作曲、編曲：阿部將也，歌：zonji
片尾曲
《眩耀》（第1話－第13話）
作詞：珀，作曲、編曲、歌：珀
《Believe》（第14話－第26話）
作詞：，作曲：AKI，編曲：，歌：
第5季
片頭曲
《導火》（第1話－第13話）
作詞：中野エイト，作曲：浦野リョウヤ，編曲、歌：DeNeel
片尾曲
《RULERS》（第2話－第12話）
作詞、歌：Novel Core，作曲：Ryosuke 「Dr.R」 Sakai、Novel Core，編曲：Ryosuke 「Dr.R」 Sakai

### 各話列表
| 話數   | 日文標題 | 中文標題         | 劇本       | 分鏡                | 演出              | 作畫監督 |
| 第1季  | 第1季    | 第1季            | 第1季      | 第1季               | 第1季             | 第1季 |
| ------ | -------- | ---------------- | ---------- | ------------------- | ----------------- | --- |
| 第1話  |          | 無名的少年       | 荒川稔久   | 神谷純 村川建一郎   | 神谷純 高岡希一   | 戶部敦夫 |
| 第2話  |          | 命運的相遇       | 白石雅彥   | 堀之內元            | 佐藤光敏          | 大竹紀子 |
| 第3話  |          | 朋友…！          | 村山桂     | 木村哲              | 筑紫大介          | 波間田正俊 |
| 第4話  |          | 王與劍           | 玉井豪     | 高岡希一            | 高田昌宏          | 竹內由香里 |
| 第5話  |          | 不屈的心         | 和智正喜   | 若林厚史            | 佐藤光敏          | 大竹紀子 |
| 第6話  |          | 邁向大將軍之道   | 白石雅彥   | 浪速勉              | 高岡希一          | 波間田正俊 |
| 第7話  |          | 恐怖的山民       | 村山桂     | 若林厚史            | 三原武憲          | 竹田逸子 |
| 第8話  |          | 各懷夢想         | 玉井豪     | 堀之內元            | 佐藤光敏          | 大竹紀子 |
| 第9話  |          | 進軍咸陽         | 和智正喜   | 村川建一郎          | 筑紫大介          | 竹内由香里 |
| 第10話 |          | 突入王都         | 白石雅彥   | 浪速勉              | 中山敦史          | - |
| 第11話 |          | 激戰開始         | 村山桂     | 若林厚史            | 高岡希一          | 戶部敦夫 |
| 第12話 |          | 究極一刀         | 玉井豪     | 西村聰              | 高田昌宏          | 波間田正俊 |
| 第13話 |          | 藍凱怒吼         | 和智正喜   | 若林厚史            | 佐藤光敏          | 竹內由香里 |
| 第14話 |          | 劍的力量         | 白石雅彥   | 佐藤雄三            | 筑紫大介          | 川口宏明、德永久美子 |
| 第15話 |          | 王的資格         | 荒川稔久   | 若林厚史            | 高岡希一          | 波間田正俊 |
| 第16話 |          | 呂不韋           | 村山桂     | 堀之內元            | 高田昌宏          | 大竹紀子 |
| 第17話 |          | 初陣             | 玉井豪     | 佐藤雄三            | 佐藤光敏          | 竹內由香里 |
| 第18話 |          | 戰車隊的威脅     | 和智正喜   | 村川建一郎          | 筑紫大介          | 波間田正俊 |
| 第19話 |          | 烈火之戰         | 白石雅彥   | 西村聰              | 糸賀慎太郎        | 松竹德幸 |
| 第20話 |          | 王騎亂入         | 村山桂     | 浪速勉              | 高岡希一          | 德永久美子 |
| 第21話 |          | 將軍的意義       | 玉井豪     | 堀之內元            | 佐藤光敏          | 高橋武之 |
| 第22話 |          | 智將對猛將       | 和智正喜   | 若林厚史            | 高田昌宏          | 大竹紀子 |
| 第23話 |          | 夜晚的長談       | 荒川稔久   | 浪速勉              | 渡邊周            | 增田敏彥 |
| 第24話 |          | 新的考驗         | 白石雅彥   | 浪速勉              | 糸賀慎太郎        | 齋藤寬 |
| 第25話 |          | 任命             | 村山桂     | 佐藤信二            | 筑紫大介          | 南伸一郎 |
| 第26話 |          | 武神龐煖         | 玉井豪     | 高岡希一            | 高岡希一          | 德永久美子 |
| 第27話 |          | 飛信隊誕生       | 和智正喜   | 若林厚史            | 高田昌宏          | 波間田正俊 |
| 第28話 |          | 王騎的飛矢       | 白石雅彥   | 西村聰              | 熨斗谷充孝        | 竹内由香里 |
| 第29話 |          | 戰局急轉         | 村山桂     | 堀之內元            | 河合滋樹          | 大竹紀子 |
| 第30話 |          | 天災             | 荒川稔久   | 浪速勉              | 高岡希一          | 南伸一郎 |
| 第31話 |          | 集之力           | 玉井豪     | 村川健一郎          | 糸賀慎太郎        | 青木真理子 |
| 第32話 |          | 敗走的飛信隊     | 和智正喜   | 宍戶淳              | 筑紫大介          | 松竹德幸 |
| 第33話 |          | 王騎 出陣！      | 白石雅彥   | 佐藤光敏            | 佐藤光敏          | 德永久美子 |
| 第34話 |          | 真槍實戰！       | 村山桂     | 堀之內元            | 熨斗谷充孝        | 大竹紀子 |
| 第35話 |          | 主帥對峙         | 玉井豪     | 戶部敦夫            | 高岡希一          | 中森良治 |
| 第36話 |          | 王騎與摎         | 和智正喜   | 村川建一郎 戶部敦夫 | 糸賀慎太郎        | 竹內由香里 |
| 第37話 |          | 我處於生死一線   | 白石雅彥   | 西村聰              | 佐藤光敏          | 波間田正俊 |
| 第38話 |          | 繼承             | 荒川稔久   | 神谷純              | 神谷純 高岡希一   | 戶部敦夫 |
| 第2季  |          |                  |            |                     |                   | |
| 第1話  |          | 新時代           | 荒川稔久   | 岩永彰              | 岩永彰            | 德永久美子、折井一雅 |
| 第2話  |          | 寂靜的戰場       | 白石雅彥   | 福島利規            | 福島利規          | 松竹德幸、大竹紀子 |
| 第3話  |          | 暴風雨的祝宴     | 和智正喜   | 影山楙倫            | 熨斗谷充孝        | 中森良治 |
| 第4話  |          | 王與蟻           | 玉井豪     | 佐藤光敏            | 佐藤光敏          | 刃間田雅俊 |
| 第5話  |          | 第三勢力         | 村山桂     | 田所修              | 布施木一喜        | 原田峰文 |
| 第6話  |          | 美麗的劇毒       | 荒川稔久   | 影山楙倫            | 石田暢            | 竹內由香里 |
| 第7話  |          | 被詛咒的王子     | 白石雅彥   | 浪速勉              | 筑紫大介          | 大竹紀子 |
| 第8話  |          | 政與紫夏         | 和智正喜   | 田所修              | 堀內直樹          | 川口弘明 |
| 第9話  |          | 願望相連         | 玉井豪     | 佐藤雄三            | 熨斗谷充孝        | 中森良治 |
| 第10話 |          | 破碎的愛         | 村山桂     |                     | 布施木一喜        | 原田峰文 |
| 第11話 |          | 並肩齊步         | 荒川稔久   | 佐藤光敏            | 佐藤光敏          | 刃間田雅俊 |
| 第12話 |          | 高狼城攻略       | 白石雅彥   | 神谷純              | 長濱彥            | 松竹德幸 富田美文 |
| 第13話 |          | 我的戰鬥方法     | 和智正喜   | 城所聖明            | 高橋武志 中森良治 | 辻美也子 |
| 第14話 |          | 那個男人，廉頗   | 玉井豪     | 中川聰              | 小野田雄亮        | 大竹紀子 |
| 第15話 |          | 武將的空氣       | 村山桂     | 影山楙倫            | 又野弘道          | 山崎展義 |
| 第16話 |          | 真夜中的大将軍   | 白石雅彥   |                     | 筑紫大介          | 南伸一郎 |
| 第17話 |          | 開戰前夜         | 玉井豪     | 浪速勉              | 布施木一喜        | 敷島博英 |
| 第18話 |          | 衝突             | 村山桂     | 佐藤雄三            | 熨斗谷充孝        | 原詔之 |
| 第19話 |          | 玄峰的奇策       | 和智正喜   | 佐藤真二            | 長濱彥            | 下島誠 |
| 第20話 |          | 飛信隊反擊       | 和智正喜   | 福島利規            | 阿部栞土          | 刃間田雅俊 |
| 第21話 |          | 盜賊對軍略家     | 白石雅彥   | 佐藤光敏            | 佐藤光敏          | 辻美也子 |
| 第22話 |          | 蒙恬的提案       | 村山桂     | 影山楙倫            | 又野弘道          | 山崎展義 |
| 第23話 |          | 三隊共鬥         | 玉井豪     | 浪速勉              | 小野田雄亮        | 李相民 |
| 第24話 |          | 必須跨越的高牆   | 白石雅彥   | 神谷純              | 村山靖            | 高鉾誠 |
| 第25話 |          | 反面的反面       | 村山桂     | 佐藤光敏            | 佐藤光敏          | 南伸一郎、富田美文 |
| 第26話 |          | 將帥之器         | 和智正喜   | 影山楙倫            | 熨斗谷充孝        | 中森良治 |
| 第27話 |          | 決戰時刻         | 白石雅彥   | 田所修              | 長濱彥            | 久保翔 |
| 第28話 |          | 最後的策略       | 和智正喜   | 浪速勉              | 長濱彥            | 小山知洋 |
| 第29話 |          | 一瞬             | 村山桂     |                     | 小野田雄亮        | 下島誠 |
| 第30話 |          | 重要的伙伴       | 玉井豪     | 佐藤光敏            | 佐藤光敏          | 刃間田雅俊 |
| 第31話 |          | 蒙驁，不退讓     | 白石雅彥   | 影山楙倫            | 村山靖            | 原田峰文 |
| 第32話 |          | 不曾褪色的時代   | 和智正喜   | 本多康之            | 小高義規          | 辻美也子 |
| 第33話 |          | 勝利…然後        | 荒川稔久   |                     | 西村博昭          | 中森良子 |
| 第34話 |          | 軍師的到來       | 玉井豪     | 影山楙倫            | 熨斗谷充孝        | 富田美文 |
| 第35話 |          | 試練與覺悟       | 荒川稔久   | 神谷純              | 長濱彥            | 小山知洋 |
| 第36話 |          | 往上前進         | 荒川稔久   | 浪速勉              | 石田暢            | 木村春斗 |
| 第37話 |          | 遠雷             | 和智正喜   | 田所修              | 小高義規          | 清水惠藏 |
| 第38話 |          | 謀略的舞台       | 村山桂     | 佐藤光敏            | 佐藤光敏          | 下島誠 |
| 第39話 |          | 新的傳說         | 白石雅彥   | 福島利規            | 福島利規          | 辻美也子 |
| 第3季  |          |                  |            |                     |                   | |
| 第1話  |          | 不斷逼近的合縱軍 | 高木登     | 今泉賢一            | 門間和彌          | 、一居一平、石川健介、武智敏光 |
| 第2話  |          | 齊聚一堂         | 宮下隼一   | 古川順康            | 佐藤清光          | 、 |
| 第3話  |          | 函谷關攻防戰     | 入江信吾   | 今泉賢一            | 川西泰二          | 北村友幸、武智敏光 |
| 第4話  |          | 兩個戰場         | 金子鈴幸   | 相馬満              | 下司泰弘          | 、 |
| 第5話  |          | 年輕將領抬頭     | 谷村大四郎 | 成田歲法            | 高田昌宏          | 相馬満、津端佳明、北村友幸、武智敏光 |
| 第6話  |          | 彼此的自豪       | 高木登     | 若林厚史            | 山本隆太          | 一居一平、石川健介、大竹紀子 |
| 第7話  |          | 布滿坑洞的荒野   | 宮下隼一   | 佐藤清光            | 川西泰二          | 北村友幸、武智敏光、森田實、大竹紀子、中村深雪 |
| 第8話  |          | 女傑媧燐         | 入江信吾   | 高本宣弘            | 佐藤清光          | 、 |
| 第9話  |          | 蒙武的激勵       | 谷村大四郎 | 相馬満              | 川西泰二          | 、 |
| 第10話 |          | 絕境中的破格提拔 | 金子鈴幸   | 古川順康            | 下司泰弘          | 森田実、津端佳明、石川健介、舘崎大、鞠野黄英 |
| 第11話 |          | 武將的自豪       | 宮下隼一   | 今泉賢一            | 小坂春女          | 武智敏光、新井淳、大竹紀子、中村深雪、齋藤魁 |
| 第12話 |          | 媧燐軍突擊       | 入江信吾   | 成田歳法            | 高田昌宏          | 櫻井正明、高原修司、橋本淳稔 |
| 第13話 |          | 最強             | 谷村大四郎 | 若林厚史            | 和田高明          | 北村友幸、新井淳、津端佳明、大竹紀子、武智敏光 |
| 第14話 |          | 最強的男人       | 吉永亞矢   | 若林厚史 玉川真人   | 門間和彌          | 、 |
| 第15話 |          | 函谷關背後       | 宮下隼一   | 玉川真人            | 川西泰二          | 森田実、北川知子、石田千夏、島崎望 |
| 第16話 |          | 李牧的去向       | 金子鈴幸   | 玉川真人            | 下司泰弘          | 迎千葉瑠、大竹紀子 北村友幸、武智敏光、森田實 |
| 第17話 |          | 本能型的極致     | 入江信吾   | 島津裕行            | 佐藤清光          | 森田實、中村深雪 石川健介、永井舞 Park moyung hun、Lee jong kyong、Kim kyoung hwan                                                                                  |
| 第18話 |          | 政的抉擇         | 谷村大四郎 | 高本宣弘            | 小坂春女          | 福井麻紀、森田實 北川知子、島崎望 |
| 第19話 |          | 政的話語         | 吉永亞矢   | 玉川真人            | 川西泰二          | Chang Bum Chul、Hue Hey Jung Lee Seok Yoon、五十子忍、矢島陽介 |
| 第20話 |          | 第一個夜晚       | 宮下隼一   | 成田歲法            | 和田高明          | 鞠野黃英、石川健介、石田千夏 齋藤魁、新井淳、北川知子、津幡佳明 |
| 第21話 |          | 秘密的暴露       | 高木登     | 高本宣弘            | 辻橋綾佳          | 北川知子、奧田泰弘 北村友幸、武智敏光、森田實 |
| 第22話 |          | 竭盡全力         | 金子鈴幸   | 渡部穩寬            | 飯村正之          | 江崎稔、申榮淳、森田實、中村深雪、北村友幸 武智敏光、北川知子、石田千夏、新井淳、島崎望、齋藤魁                                                                     |
| 第23話 |          | 非同一般的援軍   | 入江信吾   | 渡部穩寬            | 川西泰二          | 高原修司、橋本淳稔 櫻井正明、北川知子、竹內昭 |
| 第24話 |          | 深致謝意         | 谷村大四郎 | 葉摘田緒 今泉賢一   | 下司泰弘          | 迎千葉瑠、齋藤和也、福江光惠、館崎大 津幡佳明、高原修司、橋本淳稔、森田實                                                                                           |
| 第25話 |          | 巫舞之差異       | 高木登     | 若林厚史            | 門間和彌          | Chang Bum Chul、Hue Hey Jung Lee Suck Yonn、Shim Myeong Ju |
| 第26話 |          | 另一條道路       | 高木登     | 今泉賢一            | 佐藤清光          | 永井舞、Park moyung hun Kim kyoung hwan、Lee jong kyong |
| 第4季  |          |                  |            |                     |                   | |
| 第1話  |          | 戰後的七國       | 宮下隼一   | 高本宣弘            | 川西泰二          | 中村深雪、奧田泰弘 武智敏光、北川知子、淺尾宏成 |
| 第2話  |          | 危險的影子       | 入江信吾   | 渡部穩寬            | 安江菜津美        | Chang Bum Chul、Hue Hey Jung、Lee Seok Hun |
| 第3話  |          | 討伐軍出征       | 谷村大四郎 | 成田歲法            | 下司泰弘          | 青木真理子、石川健介、齋藤和也、齋藤魁、石田千夏 館崎大、服部憲知、五十子忍、今野博司、十三                                                                         |
| 第4話  |          | 屯留攻城戰       | 金子鈴幸   | 今泉賢一            | 小坂春女          | 北川知子、北村友幸、森田實 津幡佳明、新井淳、島崎望 |
| 第5話  |          | 劍與盾           | 吉永亞矢   | 今泉賢一            | 川西泰二          | Chang Bum Chul、Lee Seok Hun、Kim Hyeon Ok Lee Jong-Kook、Jeong Yeon、Seon、Yoo Hye Jung                                                                            |
| 第6話  |          | 新的要地         | 吉永亞矢   | 高本宣弘            | 佐藤清光          | 奧田泰弘、森田實 Lee jong kyong、Park Myeong hun、Seo Jin won |
| 第7話  |          | 呼喊             | 高木登     | 成田歲法            | 佐藤清光          | 森田實、島崎望、津幡佳明 北村友幸、齋藤魁、武智敏光 |
| 第8話  |          | 貂的存在         | 入江信吾   | 兒谷直樹            | 飯村正之          | 中村深雪、北川知子 鞠野黃英、武智敏光、淺尾宏成 |
| 第9話  |          | 紫伯之名         | 谷村大四郎 | 今泉賢一            | 門間和彌          | Chang Bum Chul、Lee Seok Yun Hue Hey Jung、Jeong Yeon Seon |
| 第10話 |          | 中華的注目       | 金子鈴幸   | 今泉賢一 高本宣弘   | 一居一平          | 北川知子、石田千夏、北村友幸、島崎望、高原修司 齋藤魁、新井淳、橋本淳稔、津幡佳明、淺尾宏成、館崎大                                                                 |
| 第11話 |          | 修煉的日子       | 高木登     | 成田歲法            | 川西泰二          | Lee Ji Taek、Jo Mi Jeong、Lee Yeong Mi |
| 第12話 |          | 傑出的一代       | 入江信吾   | 高本宣弘            | 小坂春女          | 中村深雪、北川知子、森田實 北村友幸、武智敏光、高原修司、橋本淳稔                                                                                                   |
| 第13話 |          | 咸陽的動向       | 谷村大四郎 | 今泉賢一            | 佐藤清光          | Lee jong kyong、Seo jin won、森田實 竹內昭、新井淳、服部憲知、津幡佳明                                                                                              |
| 第14話 |          | 新的國家         | 宮下隼一   | 成田歲法            | 安江菜津美        | 青木真理子、石川健介、露木愛里、齊藤和也、後藤友里繪 齋藤魁、淺尾宏成、館崎大、高原修司、石田千夏、十三                                                             |
| 第15話 |          | 一無所有的男人   | 吉永亞矢   | 今泉賢一            | 佐藤清光          | 北川知子、北村友幸、武智敏光 後藤友里繪、竹內昭、森田實、島崎望 |
| 第16話 |          | 加冠之儀         | 金子鈴幸   | 今泉賢一            | 門間和彌          | Chang Bum Chul、Lee Seok Yun、Lee Jong Kook |
| 第17話 |          | 三面不讓         | 高木登     | 成田歲法            | 川西泰二          | 中村深雪、北川知子、津幡佳明、淺尾宏成、石田千夏 高原修司、新井淳、石川健介、齋藤魁                                                                                 |
| 第18話 |          | 渡河之戰         | 入江信吾   | 今泉賢一            | 小坂春女          | 森田實、北村友幸、島崎望、橋本淳稔、高原修司 武智敏光、津幡佳明、新井淳、北川知子                                                                                   |
| 第19話 |          | 分道揚鑣         | 谷村大四郎 | 今泉賢一            | 佐藤清光          | 森田實、後藤友里繪、服部憲知、石田千夏、島崎望、北川知子 淺尾宏成、津幡佳明、奧田泰弘、中村深雪、武智敏光、齊藤魁                                                   |
| 第20話 |          | 夢幻般的國家     | 宮下隼一   | 今泉賢一            | 川西泰二          | 青木真理子、石川健介、淺尾宏成、島崎望、後藤友里繪 北村友幸、齊藤魁、竹內昭、北川知子、高原修司、森田實                                                             |
| 第21話 |          | 唯一的勝算       | 吉永亞矢   | 今泉賢一            | 安江菜津美        | Hue Hye Jung、Lee Seok Yun Lee Jong Kook、Park Sang Ho |
| 第22話 |          | 豁出性命的逃避   | 金子鈴幸   | 今泉賢一            | 佐藤清光          | 館崎大、石田千夏、島崎望、武智敏光、津幡佳明 奧田泰弘、後藤友里繪、新井淳、淺尾宏成、北川知子、高原修                                                               |
| 第23話 |          | 逆轉的猛進       | 入江信吾   | 今泉賢一 一居一平   | 川西泰二          | 中村深雪、北川知子、森田實、石川健介、北村友幸、齋藤魁 青木真理子、武智敏光、津幡佳明、島崎望、石田千夏、淺尾宏成                                                   |
| 第24話 |          | 內亂的終點       | 高木登     | 門間和彌            | 門間和彌          | Chang Bum Chul、Lee Seok Yun Lee Jong Kook、Shim Myeong Ju、Shin Eun Joo                                                                                            |
| 第25話 |          | 雄飛的時刻       | 高木登     | 一居一平 今泉賢一   | 一居一平          | 館崎大、武智敏光、淺尾宏成、森田實 新井淳、奧田泰弘、齋藤魁、石田千夏、北川知子                                                                                     |
| 第26話 |          | 六將的去向       | 高木登     | 今泉賢一            | 一居一平          | 中村深雪、後藤友里繪、北川知子、島崎望、石川健介、北村友幸 津幡佳明、青木真理子、十三、齊藤和也、石田千夏、齊藤魁                                                   |
| 第5季  |          |                  |            |                     |                   | |
| 第1話  |          | 怪物們出陣       | 高木登     | 今泉賢一            | 川西泰二          | 青木真理子、津幡佳明、大野勉、武智敏光、齊藤魁 |
| 第2話  |          | 戰場的氣息       | 高木登     | 今泉賢一            | 門間和彌          | Chang Bum Chul、Heo Hye Jung Lee Seok Yun、Lee Jong Kook |
| 第3話  |          | 黑羊之夜         | 吉永亞矢   | 今泉賢一            | 佐藤清光          | 石田千夏、後藤友里繪、館崎大、石川健介、斎藤和也 |
| 第4話  |          | 副長的責任       | 宮下隼一   | 今泉賢一            | 野崎麗子          | 今野博司、森山剛史、西川真人、服部憲知 鐮田均、津幡佳明、佐藤好、中林蘭子、溝淵美德                                                                                 |
| 第5話  |          | 執念的渡河       | 谷村大四郎 | 今泉賢一            | 門間和彌          | Lee Seok Yun、Lee Jong Kook、Kang Min Young Yoo Hye Jung、後藤友里繪、大槻知惠                                                                                      |
| 第6話  |          | 黑羊之最         | 吉永亞矢   | 今泉賢一            | 一居一平          | 青木真理子、大野勉、北村友幸 武智敏光、津幡佳明、齊藤魁、後藤友里繪                                                                                                 |
| 第7話  |          | 離眼的悲劇       | 宮下隼一   | 今泉賢一            | 川西泰二          | Park Myeong Hun、Lee Jong Kyong、溝淵美穗 |
| 第8話  |          | 一瞬間發生的事   | 高木登     | 今泉賢一            | 門間和彌          | Cho Mi Jeong、Bae Jae Eun Oh Seung Hoon、Lee Ji Taek An Min Mi、Hwan You Seon yeo Jeong Min、Kim Jeong Rim Lee Seok yun、Lee Jong Kook 齋藤和也、內田百香、森山剛史 |
| 第9話  |          | 凶               | 谷村大四郎 | 今泉賢一            | 佐藤清光          | 森山剛史、服部憲知、石川健介 津幡佳明、館崎大、今野博司 齊藤和也、齊藤魁、石田千夏、後藤友里繪                                                                      |
| 第10話 |          | 矜持的咆哮       | 吉永亞矢   | 今泉賢一            | 野崎麗子          | 青木真理子、大野勉、鐮田均 北村友幸、武智敏光、西川真人 |
| 第11話 |          | 尾平與飛信隊     | 宮下隼一   | 今泉賢一            | 門間和彌          | Cho Mi Jeong、Oh Seung Hoon Lee Ji Taek、An Min Mi Hwan You Seon、Lee Seok yun Lee Jong Kook、Kim Hyeon Ok Woo Keum Young、富岡寬                                   |
| 第12話 |          | 勝敗的深夜       | 高木登     | 今泉賢一            | 一居一平          | 青木真理子、今野博司、服部憲知、村上依理菜 齊藤和也、齊藤魁、、西川真人、津幡佳明                                                                                   |
| 第13話 |          | 蔡澤的矜持       | 高木登     | 今泉賢一            | 川西泰二          | 石川健介、小澤尚子、鎌田均、北村友幸 武智敏光、館崎大、森山剛史、中戶崇廣                                                                                           |

### 播放電視台
| 播放地區 | 播放電視台     | 播放時間                                             | 播放日期                                  | 備註   |
| 第1季    | 第1季          | 第1季                                                | 第1季                                     | 第1季  |
| -------- | -------------- | ---------------------------------------------------- | ----------------------------------------- | ------ |
| 日本全國 | NHK BS Premium | 2012年6月4日 - 9月24日 2012年10月1日 - 2013年2月25日 | 星期一 19:00 - 19:25 星期一 18:30 - 18:55 | 有重播 |
| 日本全國 | NHK綜合頻道    | 2013年4月7日 -                                       | 星期日 25:10 -                            |        |
| 總集篇   |                |                                                      |                                           |        |
| 日本全國 | NHK BS Premium | 2013年3月4日 - 3月25日 2013年4月6日 - 6月1日         | 星期一 18:30 - 18:55 星期六 23:45 - 24:10 | 有重播 |
| 第2季    |                |                                                      |                                           |        |
| 日本全國 | NHK BS Premium | 2013年6月8日 - 9月28日 2013年10月5日 -               | 星期六 23:45 - 24:10 星期六 24:00 - 24:25 |        |

| 衛視電影台 星期一至五 20:00－21:00 （8月14日播出時間為20:00－20:30） | 衛視電影台 星期一至五 20:00－21:00 （8月14日播出時間為20:00－20:30） | 衛視電影台 星期一至五 20:00－21:00 （8月14日播出時間為20:00－20:30） |
| -------------------------------------------------------------------- | -------------------------------------------------------------------- | -------------------------------------------------------------------- |
|                                                                      | 王者天下 （2013年7月18日－8月14日）                                  |                                                                      |
| 熱拳本色 第一季                                                      | 名偵探柯南 （ep.424~499）                                            |                                                                      |

| ViuTV 星期日 09:30－10:00 節目 4月3日 09:00－09:30 6月5日、6月19日 09:15－09:45 | ViuTV 星期日 09:30－10:00 節目 4月3日 09:00－09:30 6月5日、6月19日 09:15－09:45 | ViuTV 星期日 09:30－10:00 節目 4月3日 09:00－09:30 6月5日、6月19日 09:15－09:45 |
| ------------------------------------------------------------------------------- | ------------------------------------------------------------------------------- | ------------------------------------------------------------------------------- |
|                                                                                 | 戰國英雄 第1輯 （2016年4月3日－12月25日）                                       |                                                                                 |
| （頻道啟播）                                                                    | 境界觸發者 第49－73集                                                           |                                                                                 |

## 真人電影
2016年為祝賀漫畫連載十週年，由山崎賢人主演，到中國橫店影視城取景拍攝了真人特別影像，此真人特別影像與真人電影並不相同。
《王者天下》

2019年推出真人電影，票房57.3億日圓成為該年日本真人電影票房冠軍，亦得到四項日本奧斯卡獎項，遂決定開拍續篇。
《王者天下2：至遙遠的大地》

2022年票房51.6億日圓，名列2022年日本真人電影票房冠軍。
《王者天下3：命運之炎》

2023年在日本上映後，票房表現亮眼，首映週末就獲得票房冠軍，並在上映後連續四周週末票房都位居第一，最終票房突破56.0億日元，成為2023年日本真人電影的票房冠軍。
《王者天下4：大將軍歸來》

2024年在日本上映後票房表現亮眼，已突破70億日圓大關，電影神搜指是該系列四部作品中票房最高的，也創下日本真人電影系列的新紀錄，連續四部作品票房都超過50億日圓。

## 外部連結
- 週刊YOUNG JUMP - 王者天下 （页面存档备份，存于）（日語）
- 王者天下資料集（日語）
- 電視動畫官方網站 （页面存档备份，存于）（日語）
- 优酷播放专区 （页面存档备份，存于）（简体中文）
- 土豆网播放专区 （页面存档备份，存于）（简体中文）